# ドラゴンクエストX
『ドラゴンクエストX オンライン』（ドラゴンクエストテン オンライン）は、スクウェア・エニックスが発売・運営しているMMORPG。
『ドラゴンクエストX 目覚めし五つの種族 オンライン』（ドラゴンクエストテン めざめしいつつのしゅぞく オンライン）のタイトルで、Wii版が2012年8月2日に、Wii U版が2013年3月30日に、Windows版が2013年9月26日にそれぞれ発売された。その後、追加ディスクが発売され、『目覚めし五つの種族』はVer.1と称されている。2017年8月17日にはPlayStation 4版、同年9月21日にはNintendo Switch版が発売。クラウドゲームとしては、2013年12月16日からNTTドコモのAndroid端末向け（dゲーム）に、2014年9月4日からニンテンドー3DS版にサービス開始。中国ではWindows版『勇者斗恶龙X』として2016年8月より2019年5月まで盛大游戏にて運営されていた。
なおすでにWii版は2017年11月15日、Wii U版は2024年3月20日、dゲーム版は2021年1月26日、ニンテンドー3DS版は2024年3月20日にそれぞれサービスが終了していてプレイはできない。
後にVer.1の内容を1人用RPGとしてアレンジした『ドラゴンクエストX 目覚めし五つの種族 オフライン』も発売された。以降、本記事では特記の無い限りオリジナル版であるオンライン版について記述する。

## 概要
ドラゴンクエストシリーズの第10作で、ナンバリングタイトルとしては初のオンラインゲームのMMORPGである。開発はスクウェア・エニックス社内で行われており、こちらもシリーズ初となる。内製ということもあって『Crystal Tools』を使用したことが明らかにされている（詳細は同項目参照）。
キャッチコピーは「皆をつないで世界がつながる」で、タイトルロゴにも二人の人物が手をつないでいるシルエットが描かれている。『ドラゴンクエストXI 過ぎ去りし時を求めて』の発売以後は「終わらないドラクエ」もキャッチコピーのように使われている。初代ディレクター・シナリオの藤澤仁によると「ドラクエ好きが集まるテーマパーク」を目標としていた。
収益構造が従来のパッケージ型ソフトとは異なっているため単純比較は難しいが、パッケージ+月額課金型のオンラインゲームとしては十分な成功を収めており、2013年12月時点で国内累計本数（出荷数とDL版）100万本を突破している。なお、プロデューサーの齊藤陽介は最終的な目標を（ファミリーコンピュータ版の『ドラゴンクエスト』の出荷本数である）150万本としている。2013年9月26日より、Wii版・Wii U版共に、Windows版と同じ3,990円に値下げされた。サーバーは全機種共通。
ドラゴンクエストXでは、当時の日本のオンラインゲーム市場で懸念されていた、ジャンルとしての普及率の低さを意識しつつ、本作をプレイする上での「金銭的制約」、ハード環境の「環境的制約」、オフラインゲームとオンラインゲームと比較した「心理的制約」など、各種問題をなるべく解消するように工夫されている。序盤数時間でクリアできるオープニングシナリオはオフラインのままプレイし、その後にオンラインプレイモードへとストーリーが進む。
また、オンラインモードに進んだ後も、他のプレイヤーとパーティを組むだけでなく、AIによるキャラクター「サポートなかま」とパーティーを編成した1人プレイも可能で、従来通りのドラゴンクエストの最新作として安心してプレイできるものを目指して開発した、としている。
開発プロジェクトは前作『IX』よりも先に始まっており、開発は二作並行して進められていた。ドラゴンクエストシリーズのゲームデザイナーである堀井雄二は1988年頃にアスキーのパソコン雑誌「ログイン」のパソコン通信向けネットワークRPGの開発企画「電脳空間RPG」（実現せず頓挫）に参加しており、同誌で連載していたコラムでもドラゴンクエストをネットワークRPG化するアイデアを披露したり、インタビュー記事で「『ドラゴンクエスト』のネット版を作りたいね」と語るなど、本作発売から20年以上前よりオンラインゲームに意欲的な姿勢を見せていた。
パッケージには20日間無料利用券が付属し、それ以降は基本料金（30日単位の利用券を購入）のみですべてのサービスが利用可能であり、景品くじ方式の追加課金（いわゆる“ガチャ課金”）の予定は無く、また利用券の期限が切れたプレイヤーでも無料でプレイが可能になる時間帯「キッズタイム」が毎日2時間ずつ用意されている。
オンラインゲーム特有の問題に関しても様々な取り組みを行っており、規約で禁止されているリアルマネートレード（略：RMT)などの不正行為を排除するスペシャルタスクフォースという専任チームを設置している。
アイテムの有料販売の予定はないとしていたが、Ver.2より戦闘に直接影響しないアイテムに限り「ドラゴンクエストXショップ」で有料販売を開始している。また、関連商品や雑誌、タイアップキャンペーンなどで入手できるアイテムコードを使用することで、ゲーム内アイテムを入手可能だが、一つのゲームアカウントにつきアイテムコードはそれぞれ一回しか使用できない。入手できるアイテムの中には通常プレイで入手できないアイテムがあるが、見た目重視の装備やハウジングのアイテムが中心である（過去にはVロンの盾というレアな装備のアイテムコードが配布されたことがある）。サービス開始当初は20のサーバで運営されていたが、サービス開始初日からサーバー過負荷による接続エラーが頻発したため、リリース後一週間以内にサーバーが20台追加された。追加された当初、21台目以降のサーバーはテスト運用であり、正式に40台が運用サーバーに切り替わったタイミングは不明である。2022年時点で、40台のサーバーの中の14はテーマ別になっており、同じ目的の人が集いやすいように配慮されている。これらとは別に、住宅村サーバ、コロシアムサーバといったコンテンツ用サーバが追加されている。一方、Ver2.0以降、新規、復活ユーザーとも伸び悩み、プレイヤーの減少にも歯止めがかかっていないことが「2019年夏のプロデューサー夜話（公式）」にて報告された。
プロデューサーの青山公士は「テクニカルディレクター時代に『2038年問題はクリアしよう』と話して開発・設計を行い、当時から2038年以降もサービスする気満々で、それはプロデューサーになった今も変わっていない」としながらも、現状維持ではサービス継続が困難なのも事実でありサービス開始当初から11年間変わっていなかった月額料金の見直し（値上げ）をVer.7で行うと2023年11月14日に発表した。
初代ディレクター・シナリオの藤澤仁は、「振り返ってみれば、『VII』で搭載した『仲間会話システム』。あれは当時、チャットが話題になりはじめたころで、『仲間と情報を共有しながら冒険する感覚』を味わうための仕組みだったんですよね。『IV』のAIだって、あたかも人がプレイしているような感覚を味わうためのものでした。そう考えると、『ドラゴンクエストはずっと、オンラインゲームになりたかったんじゃないのかな……』ってずっと思っていたんです。」と述べている。

### プレイ料金
| キャラ数コース | Nintendo Switch / PC | PlayStation 4 |
| -------------- | -------------------- | ------------- |
| 3キャラコース  | 1,200円              | なし          |
| 4キャラコース  | 1,400円              | なし          |
| 5キャラコース  | 1,500円              | 1,500円       |

| 日数   | 料金    |
| ------ | ------- |
| 3日間  | 385円   |
| 10日間 | 715円   |
| 30日間 | 1,650円 |

### 主なスタッフ
Ver. 1時点。バージョン進行ごとに、堀井・すぎやま・鳥山以外は異動または退任が発生している。
- ゼネラルディレクター: 堀井雄二
- 音楽: すぎやまこういち
- キャラクターデザイン: 鳥山明
- ディレクター・シナリオ: 藤澤仁
- プランナーチーフ：齋藤力（Ver.2、Ver.3ディレクター）
- バトルプランナーチーフ：安西崇（Ver.4からディレクター、Ver7.2よりショーランナー兼任）
- ライブプランナーチーフ：石山貴也
- イベントプランナーチーフ：田中瑞枝、片岡正博
- ワールドプランナーチーフ：青木和彦
- テクニカルディレクター：青山公士（Ver.4.3から7.2までプロデューサー）
- リードプログラマー：西岡信賢（Ver.4.3からテクニカルディレクター）
- バトル＆ワールドプログラマーチーフ：村田倫明
- アートディレクター：中津英一朗
- サウンドデザイナー：瀬田幸弘、齋藤祐輔、後藤譲太、菅沼篤
- サウンドシステムエンジニア：矢島友宏
- アソシエイトプロデューサー：亀井良典、小薗和也（Ver.7.2より開発プロデューサー）
- アシスタントプロデューサー：浅倉恵、竹内健太
- パブリッシャー:松田洋祐、和田洋一、本多圭司
- エグゼクティブプロデューサー: 田口浩司、三宅有
- プロデューサー: 齊藤陽介（Ver4.2まで）

### 追加ディスクとアップデート
アップデートはほぼ2年間隔でリリースされる大型アップデートと、連載形式でそれぞれのバージョンのストーリーが追加されたり、新職業や新装備などが追加があったり、季節イベントなどが開かれたりするマイナーアップデートの2つがある。大型アップデートは有料で、追加ディスクやダウンロードなどの形で販売されるが、マイナーアップデートは無料で、それぞれのバージョンの価格に含まれる。不定期に追加クエストの配信などもされている。
なお一部の要素の開放や、ゲームバランスの調整、不具合の修正などは追加ディスクを購入しなくてもアップデートで適用される。また、クラウドゲーム版は追加ディスクを導入する必要は無い。
2013年12月5日には初の追加ディスク（Ver.2）である『ドラゴンクエストX 眠れる勇者と導きの盟友 オンライン』（ドラゴンクエストテン ねむれるゆうしゃとみちびきのめいゆう オンライン）が発売された。導入することでレンダーシアを舞台とした新たなストーリー、新たな追加職、仲間モンスター、カジノといった新要素が追加される。2014年8月7日にはVer.1、Ver.2の内容を収録したオールインワンパッケージ（Wii/Wii U/Win版）も発売された。
2015年4月30日にはVer.3として『ドラゴンクエストX いにしえの竜の伝承 オンライン』（ドラゴンクエストテン いにしえのりゅうのでんしょう オンライン）が発売された。同年12月3日にはVer.1 - 3を収録したオールインワンパッケージ（Wii U/Win版）も発売された。PlayStation 4版およびNintendo Switch版は当初よりオールインワンパッケージ（Ver.1 - 3を収録）での提供となる。
2017年11月16日には『ドラゴンクエストX 5000年の旅路 遥かなる故郷へ オンライン』（ドラゴンクエストテン ごせんねんのたびじ はるかなるこきょうへ オンライン）が発売。Ver.4に相当する。2018年7月26日にはVer.1 - 4を収録したオールインワンパッケージ（Wii U/PS4/Switch/Win版）も発売された。
2019年10月24日には『ドラゴンクエストX いばらの巫女と滅びの神 オンライン』（ドラゴンクエストテン いばらのみことほろびのかみ オンライン）が発売。Ver.5に相当し、メインストーリーにキャラクターボイスが実装された。2020年5月14日にはVer.1 - 5を収録したオールインワンパッケージ（PS4/Switch/Win版）も発売された。
2021年11月11日には『ドラゴンクエストX 天星の英雄たち オンライン』（ドラゴンクエストテン てんせいのえいゆうたち オンライン）が発売。Ver.6に相当する。2022年10月20日にはVer.1 - 6を収録したオールインワンパッケージ（PS4/Switch/Win版）も発売された。
2024年3月21日には『ドラゴンクエストX 未来への扉とまどろみの少女 オンライン』（ドラゴンクエストテン みらいへのとびらとまどろみのしょうじょ オンライン）が発売。Ver.7に相当する。Ver.1 - 7を収録したオールインワンパッケージ（PS4/Switch/Win版）も同日発売された。

#### 追加ディスクと大型アップデート
- 太字は追加ディスク。それ以外は大型アップデート。

| 大型アップデート | タイトル                    | リリース日                                                        |
| ---------------- | --------------------------- | ----------------------------------------------------------------- |
| 1.1              | （なし）                    | 2012年10月9日                                                     |
| 1.2              | 世告げの姫と魔法の迷宮      | 2012年12月26日                                                    |
| 1.3              | 神話の王に震える花          | 2013年3月5日                                                      |
| 1.4              | 時の王者の戦い              | 2013年5月16日                                                     |
| 1.5              | 神話の終焉、そして…         | 2013年7月25日（前期） 2013年9月26日（中期） 2013年11月7日（後期） |
| 2.0              | 眠れる勇者と導きの盟友      | 2013年12月5日                                                     |
| 2.1              | 重なりし運命の大地          | 2014年2月27日（前期） 2014年4月17日（後期）                       |
| 2.2              | 紡がれし勇気の絆            | 2014年6月5日（前期） 2014年7月24日（後期）                        |
| 2.3              | 天翔ける希望の双翼          | 2014年9月11日（前期） 2014年11月6日（後期）                       |
| 2.4              | 悠久の果ての決戦            | 2014年12月25日（前期） 2015年3月2日（後期）                       |
| 3.0              | いにしえの竜の伝承          | 2015年4月30日                                                     |
| 3.1              | 聖炎の解放者                | 2015年8月24日（前期） 2015年10月28日（後期）                      |
| 3.2              | 氷雪と恵みの彼方へ          | 2015年12月24日（前期） 2016年3月2日（後期）                       |
| 3.3              | 闇を抱く月光の楽園          | 2016年5月25日（前期） 2016年7月27日（後期）                       |
| 3.4              | 真実は蒼き水の深淵に        | 2016年10月6日（前期） 2016年12月19日（後期）                      |
| 3.5              | 嵐穿つ断罪の虚空            | 2017年3月1日（前期） 2017年4月26日（中期） 2017年7月5日（後期）   |
| 4.0              | 5000年の旅路 遥かなる故郷へ | 2017年11月16日                                                    |
| 4.1              | 栄光の勇者と消されし盟友    | 2018年2月21日                                                     |
| 4.2              | 赤き大地の双王子            | 2018年5月30日                                                     |
| 4.3              | 砂上の魔神帝国              | 2018年9月6日                                                      |
| 4.4              | うつろなる花のゆりかご      | 2018年12月5日                                                     |
| 4.5              | 遥かなる未来への旅路        | 2019年3月20日（前期） 2019年6月26日（後期）                       |
| 5.0              | いばらの巫女と滅びの神      | 2019年10月24日                                                    |
| 5.1              | 魔界大戦                    | 2020年1月29日                                                     |
| 5.2              | 王の戴冠                    | 2020年6月3日                                                      |
| 5.3              | 勇者復活                    | 2020年9月16日                                                     |
| 5.4              | 神の覚醒                    | 2020年12月23日                                                    |
| 5.5              | 闇の根源                    | 2021年3月31日（前期） 2021年7月8日（後期）                        |
| 6.0              | 天星の英雄たち              | 2021年11月11日                                                    |
| 6.1              | 暴かれし相貌                | 2022年3月17日                                                     |
| 6.2              | ふたりの勇者                | 2022年7月6日                                                      |
| 6.3              | 魔眼の月が昇るとき          | 2022年10月19日                                                    |
| 6.4              | 悠久のレクタリス            | 2023年2月1日                                                      |
| 6.5              | 天に煌めく星のごとく        | 2023年6月14日（前期） 2023年10月5日（後期）                       |
| 7.0              | 未来への扉とまどろみの少女  | 2024年3月21日                                                     |
| 7.1              | ゆりかごの守り人            | 2024年7月10日                                                     |
| 7.2              | 天雷の断罪者                | 2024年10月23日                                                    |
| 7.3              | 王冠を継ぐ者たち            | 2025年1月29日                                                     |
| 7.4              | 遥かなる友の故郷へ          | 2025年5月14日                                                     |
| 7.5              | 創失を招くもの              | 2025年8月27日                                                     |

## プレイ環境

### Windows版
4K60FPSの画面表示に対応。序盤をプレイできる無料体験版（キャラクターデータは正式版に引継可能）と、動作を確認するベンチマークソフトも配信もされている。
ベンチマークは短編ムービーの形式になっており、タイトルは「じゃんぼりぃの傘」。サンプルキャラクターの一人である“じゃんぼりぃ”が主人公となっている。
そもそもドラクエ10は、ネットワークとして繋ぐという極めてシンプルな理由から、PC版もリリースすることを前提として開発されていた。またパッケージソフトを一つのプラットフォームで独占するビジネスモデルが時代の流れから困難になってきている点もPC版リリースの大きな理由となっている。なお、PC版開発は海外展開も視野に入れたものでもある。ただし、サーバーに関しては、私見であると前置きしたうえで、『ファイナルファンタジーXI』のようなワールドワイドで一つのゲームといった展開ではなく、各国でサーバーを別にした独自の運営にする可能性があると三宅有は語っている。
2013年9月26日 - 11月30日までTSUTAYAとゲオにて製品版にアップグレード可能な無料レンタル版（プレイ内容に制限あり）が配布された。
2014年3月27日からはYahoo! JAPAN IDでのプレイも可能となったが、Yahoo!側のRMTへの対処が万全ではないことから2016年3月31日でサービスが停止された。プレイ継続する場合はスクウェア・エニックス アカウントへの移行が勧められていた。

#### プレイに必要な環境（Windows版）
Ver. 3までの必要環境は以下の通り。
- OS: Windows Vista[注釈 6]/7/8/8.1/10[注釈 7]（日本語版）
- CPU: Intel Core 2 Duo 1.6GHz相当以上
- メインメモリ: 実装2GB以上
- HDD/SSD: 空き容量16GB以上
- グラフィックカード: VRAM 256MB以上
- サウンドカード: DirectSound 互換サウンドカード
- その他: キーボード、マウス、DirectX 9.0c

Ver. 4-6の必要環境は以下の通り。Windows 8 無印はマイクロソフトのサポート終了済みのため対応から外れている（8.1へのアップデートにより引き続き対応となる）。
- OS: Windows 7/8.1/10（日本語版）
- CPU: Intel Core i3 2.0GHz相当以上
- メインメモリ: 実装3GB以上
- HDD/SSD: 空き容量24GB以上
- グラフィックカード: VRAM 256MB以上
- サウンドカード: DirectSound 互換サウンドカード
- その他: キーボード、マウス、DirectX 9.0c

Ver. 7からの必要環境は以下の通り。
- OS: Windows 10/11（日本語版）
- CPU: Intel Core i3 2.0GHz相当以上
- メインメモリ: 実装3GB以上
- HDD/SSD: 空き容量40GB以上
- グラフィックカード: VRAM 256MB以上
- サウンドカード: DirectSound 互換サウンドカード
- その他: キーボード、マウス、DirectX 9.0c

### クラウドゲーム版
クラウドゲームの技術はNTTインベストメント・パートナーズが出資した株式会社ユビタスの技術を採用している。Wii・Wii U・Windows版のアカウントでゲストログイン可能だが、Wii・Wii U・Windows版の課金が切れている場合はゲストログインできない。キッズタイムは対象外。Ver.2.2後期よりセカンドディスクの内容もプレイ可能となった。動画データを随時送っているためデータ量が平均して約1〜1.5MbpsとWii版、Wii U版、Windows版（約30Kbps）の30-50倍になる。

#### ブラウザ版
2020年2月25日からはHTML5対応ブラウザ向けのサービスを開始。これにより、今まで対象外だったMacPCおよびNTTドコモのAndroid以外のスマートフォン・タブレットでもプレイ可能となった。料金は当初は30日プランのみだったが、後に3日間、10日間プランが追加された。必要スペックは以下の通り。
Android
- 最低スペック：Chipset:Snapdragon805以上、メモリ2GB以上、OSバージョン:Android 5以降
- 推奨スペック：Chipset:Snapdragon820以上、メモリ3GB以上、OSバージョン:Android 7以降
- サポート端末：スペックを満たす端末
- 対応Webブラウザ：Chrome（推奨）

iOS/iPadOS
- 最低スペック：CPU/RAM:Apple A8以降、OSバージョン:iOS 11以降
- 推奨スペック：CPU/RAM:Apple A10以降、OSバージョン:最新版を推奨
- サポート端末：スマートフォン:iPhone 6s/SE以降（iOS 13サポート対応端末）、タブレット:iPad Air 2以降（iPadOS 13サポート対応端末）、iPad mini 4以降（iPadOS 13サポート対応端末）
- 対応Webブラウザ：Safari

Windows
- 最低スペック：CPU/RAM:Intel Core i5以上のCPU/4GB RAM、OSバージョン:Windows 8.1、10
- 推奨スペック：CPU/RAM:Intel Core i5（第6世代）以上のCPU/4GB RAM、OSバージョン:Windows 10
- サポート端末：スペックを満たす端末
- 対応Webブラウザ：Chrome、Firefox、Edge

Mac
- 最低スペック：CPU/RAM:2012年末モデル以降、OSバージョン:Yosemite以降
- 推奨スペック：CPU/RAM:2015年初期モデル以降、OSバージョン:最新バージョンを推奨
- サポート端末：スペックを満たす端末
- 対応Webブラウザ：Safari

### PlayStation 4版
PlayStation 4版は2017年8月17日発売。
- PS4
  - 画面解像度　1920×1080（16:9）
  - 60fps（可変式）
  - リモートプレイ可
- PS4 Pro
  - 画面解像度　3840×2160（16:9）
  - 60fps（可変式）
  - リモートプレイ可

PSNのアカウントが別途必要。PlayStation Plusの加入特典で毎月元気玉が貰える。

他機種の利用券は併用できず、5キャラコースのみとなる。
パッケージ版はBD-ROMを使用し、本体内HDDにインストール後もディスク挿入が必要になるが、体験版をダウンロードすることでディスクレスでのプレイも可能。必要容量は32GB。
PlayStation 5でも後方互換性によりプレイ可能。ただし決定ボタンはXボタンとなる仕様であったが、Ver.6.5後期にてソニーとの交渉により決定ボタンを変更できるオプションが用意された。

### Nintendo Switch版
Nintendo Switch版は2017年9月21日発売。
ゲーム内で画質描画設定ができる。安定優先にすると理論上は携帯モード・テーブルモード時のバッテリーの消費が抑えられる。
- 画質設定
  - 標準　　　　　HD（1280×720）
  - 高解像度　フルHD（1920×1080）
- 描画速度
  - 安定優先（最高30fps）
  - 標準　　（最高60fps）

パッケージ版はゲームカードではなく、ダウンロード番号のみが封入される仕様で、必要容量は24GB（足りない場合は32GB以上のMicroSDカードが必要になる）。テーブルモード/携帯モードでソフトウェアキーボードを表示してチャットが可能。キーボードはUSB Type-C端子も使用可能。Nintendo Switch Onlineの登録は必要ではない。
Nintendo Switch 2でも後方互換性によりプレイが可能。

### 過去のプレイ環境

#### Wii版
Wii版は外部記憶装置として16GB以上のUSBメモリが必須で、プレイ開始前にディスク2枚分のインストールを行い、その後はディスクレスで動作する。パッケージに同梱されたレジストレーションコードは再利用が不可能であるため、基本的に中古でパッケージを購入した場合のオンラインプレイは不可能とされている。ただし、第三者のWiiとUSBメモリーに本ゲームがインストールされていれば、自身の所有するアカウントを入力することでゲストプレイヤーとしてログイン可能になっている。
USBメモリはインストールを行ったWiiでしか使えないため、Wii本体を買い換えた場合はUSBメモリへの再インストールが必要となる。Wii UでもWiiメニューを使うことでWii版のプレイは可能であるが、同じ理由でUSBメモリへの再インストールが必要になる。また、Wiiメニューの仕様上Wii Uの新機能は反映されず、Wiiでのプレイと全く同一の仕様となる。
『IV』以降のナンバリングタイトルは『III』が平日に発売された際に起こった諸問題（DQIII>社会現象を参照）対策で、発売日を土休日にすることが通例だったが、Wii版は夏休みということもあり、『III』以来24年ぶりに平日発売された。
任天堂のメインプラットフォームがWii Uに移行してからも長らくサービスを続けていたが、時を経るとともにメモリー不足などで表示上の問題が出たり、大型アップデート用の容量確保が難しくなったことなど、ハードの性能的な問題が目につくようになった。また任天堂によるWiiソフトの開発環境サポートの縮小に伴い、Ver.3までの運営期間の2017年11月15日23時59分をもってサービスは終了された。サービス終了後はオンラインモードそのものがプレイ不能になっている。
Wii版のサービス終了に伴い、Wii版のレジストレーションコードが登録されているアカウント（Wii U版にアップグレードしたアカウントも含む）を対象に、Nintendo Switch版への無料アップグレードキャンペーンが実施されている（2017年7月14日より9月10日まで、9月25日より12月25日まで）。

#### dゲーム版
2013年12月16日よりNTTドコモのスマートフォン・タブレット端末向けサービスが開始された。対応機種はAndroidのみ（サービス開始当初の利用可能端末はdtabのみ）。ドコモのプラットフォーム「dゲーム」を介して配信される。
料金は3日間と10日間の2プラン（決済方法は月々の携帯利用価格からの引き落としまたはドコモポイントからの引き落とし）からなり、利用期間が過ぎるごとにその都度課金していく方式を採る。なお、Wii・Wii U・Windows版からのデータの引き継ぎも可能である。
2021年1月26日をもってサービスを終了した。

#### Wii U版
Wii U版ではHD解像度（1280×720）でのプレイが可能。テレビを使用せずWii U GamePadのディスプレイのみでプレイすることも可能だが、この場合は解像度が854×480になる。また、GamePadのディスプレイ上にソフトウェアキーボードを表示してチャットが可能。
パッケージ版はWii版同様に、最初の起動時にデータをインストールしてプレイする形式だが、Wii版と異なりインストール完了後もディスクレスでのプレイはできず、起動時にディスクを挿入する必要がある。インストールに必要な容量はパッケージ版・ダウンロード版共に発売当初は16GB以上だったが、アップデートに伴い24GBが必要になった。そのため、Wii UベーシックセットはUSB記録メディアが別途必須になった。Ver.5からは32GBに達するため、プレミアムセットでもUSB記録メディアが別途必須になる。なお、Ver.5以降はパッケージ版が発売されず、ダウンロード版のみ販売された。
2013年3月6日から3月28日までの間、Wii Uプレミアムセットの購入者を対象にベータテストが行われた。テスト中に作成したセーブデータはそのまま製品版に引継ぎ可能。すでにWii版をプレイしているユーザーはデータを引き継ぐことが可能であるほか、2013年9月20日まではスクウェア・エニックスのe-STOREでダウンロード版を（当時の）半額で購入することができた。
2016年3月14日 - 31日までには無料版が期間限定で配信された。
2024年3月20日を以って、サービス終了を発表した。2024年2月21日から2024年4月22日まで、Wii U版のみレジストコードを登録しているユーザーを対象に無償でNintendo Switch版に引き継ぐ救済措置が取られた。

#### ニンテンドー3DS版
ニンテンドー3DS版『ドラゴンクエストX オンライン』は2014年9月4日に発売された。dゲーム版と同額の3日間、10日間プランに加え、30日間プランもある。パッケージにはゲームカードではなく、ダウンロード番号が封入される。また、60日間無料利用券、特典アイテムコードなどが同梱。立体視には非対応。2014年11月にはUIが改善され、フォントがログを除いて大きめになった。
下画面にZR/ZLボタン、Rスティックの仮想ボタンやソフトウェアキーボードが表示できるほか、専用拡張スライドパッドやNewニンテンドー3DS / 3DS LLで追加されたボタン、スティックにも対応。
2015年7月29日からは3時間の無料体験版も配信開始した。なお、無料体験版と称されているが、ソフトウェア自体は通常の製品版と同一のものであり、利用券を購入することによってそのまま継続プレイができる。同年12月1日からはニンテンドーeショップでダウンロード版の一般配信を開始した（パッケージ版の出荷は終了している）。
上記のWii U版と同様、2024年3月20日を以って、サービス終了を発表した。

## 動画・生配信・画像投稿に関するガイドライン
2013年6月22日に配信可能になった。2017年7月14日に配信しやすいように規約を緩くしたところ、規約を守らない配信者が増え問題となった。それ以降は報告窓口を設置したり、サーバーを制限したり、配信IDを義務図けるなど段階的に規約が厳しくなってきている。
- ドラゴンクエストX　画像・動画などの取り扱いについて[53]
- プレイガイド ルールとマナー 動画・生配信を行う際に[54]
- 画像・動画などの取り扱いに関する報告窓口[55]

### 配信サーバー
本作の配信規約は明確に定められている。ゲームを起動するたびに最新の規約を確認しておくとよい。
- 取材撮影OKの人向けサーバー
配信や動画投稿が禁止されており、「取材撮影OKの人向けサーバー（サーバー19、20）」はテレビ、雑誌など、メディアの取材向けのサーバーとして存在し、ゲーム内のカメラ機能で撮ったスクリーンショットのみ掲載が可能だった[56]。
取材OKの人向けサーバー
2013年6月22日にニコニコ動画、ニコニコ生放送、ニコニコ静画などニコニ・コモンズ対応サイトでの配信が許可された[57]。
「取材OKの人向け」（サーバー21、22）とカジノ（取材OK21、22）でのみ配信可能。
自分以外のプレイヤーの名前が表示されている画像・動画の場合は、予め本人の承諾を得る必要があった。もし承諾を得ることができない場合は、該当する名前部分にモザイク処理などの加工を行なわなければならなかった。
オートマッチングなどの事前に承諾を得ることができないプレイヤーと遭遇する可能性のある場所では画像・動画撮影・生放送は禁止されていた。「配信許諾が得られているメンバーとあらかじめパーティを組み、オートマッチングをせずに入場した場合」は生配信が許されていた。
配信OKの人向けサーバー
2016年1月15日に「新人・カムバック配信OK（サーバー10）」「配信OKの人向け（サーバー21、22）」「カジノ（取材OK21、22）」に名称変更。
配信可能サーバー
2017年7月5日から、「配信推奨サーバー（サーバー21、22）」「カジノ配信推奨21・22」名称が変更になり全サーバーで配信可能となった。
JASRACと利用許諾契約を締結しているサイトへの配信も可能になった。
ブログやTwitterなどのミニブログでは「プレイ画像」「動画のURL」「サムネイル」のみが利用可能となっている。
新しいガイドラインでは、プレイヤーのゲーム内の個人情報を守るための規約は軒並み削除された。提案広場には前の仕様に戻してほしいという意見が多くみられた。
配信OKサーバー
2021年1月14日に「配信OKサーバー（サーバー10、21、22）」以外での配信が禁止になった。
「カジノ配信推奨21・22」は推奨のまま、他のカジノフロアでも配信可能である。問題の多かったオートマッチングコンテンツについてもそのまま全て配信可能のままとなっている。
ブログやTwitterなどのミニブログに関しては「プレイ画像」「配信動画のURL」「サムネイル」のみが利用可能となっている。

### 画像・動画などの取り扱いに関する報告窓口
2017年7月14日に急遽設置された。2017年7月5日に新しいガイドラインにしたことにより、晒し行為やオートマッチングでの誹謗中傷などで引退するプレイヤーが相次ぐなど取り返しのつかない問題が多発したためである。12月までの通報件数は1,215 件となり、その内容のほとんどが「他者への誹謗・中傷目的」であった。
オートマッチングコンテンツの配信については2017年7月5日から提案広場に定期的に提案があがっており、以下のような提案が多くみられた。
- 配信者とのマッチングを拒否できるようにしてほしい[59]。
- あらかじめパーティを組み、オートマッチングをせずに入場した場合のみ配信可能に戻してほしい。

2024年4月21日に「配信したい冒険者と、配信に映りたくない冒険者がマッチングしないようにできないか」を検討中であることがプレイヤー座談会レポートで発表された。Ver.7.2（2024年10月25日）現在進展はない。

### 動画配信モード
2021年7月8日に『いまどんな？設定』に『配信中』の設定が実装された。2021年7月8日以降はいつ録画したかにかかわらず配信IDが表示されていない動画の投稿は違反となる。2021年7月7日以前に投稿された動画はそのまま。
- 『配信中』
動画投稿・生配信する場合『配信中』に設定しなければならない。配信OK可能な場所でしか表示できないため、配信禁止エリアに入ったらすぐ分かるように配慮されている。『配信中』に設定している場合、プレイヤー名の横に配信中のアイコンがでる。他のプレイヤーからはアイコンは見えるが、どのサイトで配信しているかは分からない。
配信ID
『配信中』に設定している場合、画面左上部に13桁の『配信ID』が表示される。

### 「ネタバレあり」表記
ゲームシナリオに大きく関わるシーンの配信（ストーリー攻略配信）の場合には、これからプレイする人の楽しみを奪わないよう「ネタバレあり」の表記を公式が推奨している。

## 設定
シリーズ初のオンラインゲーム（MMO）となっており、基本的な世界設定や約束事はテイストとしては残されているが、MMOならではのアレンジが持ち込まれ、これまでの作品にはない広がりを持っている。その一つがプレイヤーのアバターであるキャラクターの個人特定を容易くするために生み出された5つの種族である。
ゲームスタート時はこれまでのシリーズと同じように人間として始まり、他のプレイヤーもいない世界でオープニングクエストをプレイすることになり、物語は新世界・アストルティアへと進み、そこに住む5つの種族から1つ自分の姿として選んでプレイするオンラインモードとなる。

### 世界設定
過去のナンバリングタイトルの世界とは直接的な関係のない、アストルティアと呼ばれる新世界が舞台の物語。プレイヤーが自分のアバターとして使える5つの種族は、エルフやドワーフなど過去作に登場するものもあるが、ここで設定された外見や文化などはDQXオリジナルなものになっている。
サブコンテンツなどはシリーズ全体へのファンサービス的なセルフオマージュ要素が多く、後述の魔法の迷宮ではミネアやトルネコ、テリー、カンダタなどと出会うこともでき、一部のバトルコンテンツなどでは過去作のボスが再登場している。

### モンスター
基本的にモンスターには大きな変化はなく、これまでのシリーズのモンスターが顔をそろえる。新モンスターは5種族のそれぞれの地域の文化に合わせたものが追加されている。たとえばエルトナ大陸が和のイメージでデザインされているため、初出モンスターにはたけやりへい、ゆめにゅうどうなど和風デザインのものが見られる。
また、DQ8にくらべ3D表現が進化したこともあり、大型のモンスターが複数登場している。キングリザードやおにこんぼうなど、発売前のPVや宣材写真でもプッシュされていた。過去作から登場しているモンスターのいくつかも大きく表現されている（トロルなど）。
ゴールドマンやメタル系、転生モンスターなど一部のモンスターにはフィールド上のシンボルは無く、他のモンスターとエンカウントしたときにお供としての登場する。
ミミックなどのトラップモンスターは、まれに青い宝箱に潜んでおり、不用意に開けようとすると強制的に戦闘が開始される（逃げられない）。開ける前に「みやぶる」を行うと潜んでいたモンスターは逃げてしまい、宝箱の中身を無事に取り出すことができる。
転生モンスター
Ver.1.1以降より追加されたレアモンスター。一部のモンスターが長く生きたことで「転生」したとされ、まれに原種モンスターのお供として出現する色違いモンスターだが、原種よりも遥かに強い。
ドロップ・レアドロップアイテムが良くなっているほか、倒すと「○○ハンター」という称号を得られる。

#### 仲間モンスター
「スカウトの書」（スライムなら「スライムの書」）を入手し読んでから、まもの使い、どうぐ使いが対象モンスターを「スカウトアタック」したのちに倒すとランダムに仲間になる。連れて歩ける仲間モンスターは1匹だけだが、酒場の地下の「モンスター酒場」に特定数は預けることができる。
仲間モンスターは戦闘に勝利することで経験値を得てレベルアップする。レベルアップで獲得したスキルポイントはモンスター固有のスキル、呪文・ブレスの心得スキル、武器スキル（人間のものよりも簡略化されている）に振り分ける（上限は40）ことで「とくぎ」（特技）を覚えさせることができる。レベルの上限は50だが、成長の限界に達したモンスターは「転生」させることができる（Ver.5.5時点で＋12まで）。「転生」するとレベルが1に戻るが、基礎能力とスキルポイントにボーナスがつくほか、新たなスキルラインを追加できる（最大2つまで）。アイテム「やりなお草」でスキルポイントのリセット、「とりなお草」で追加スキルの再選択が可能。
「なつき度」というパラメータがあり、戦闘を行ったり他のプレイヤーに撫でてもらうと少しずつ上がる。これが100まで上がると、他の職業でも仲間モンスターを連れていくことができる。また、住宅街の自分の家に「モンスターのおうち」を設置したり、「おめかしグッズ」をつくって、モンスターの外見に特徴をつけることもできる。武器・防具・アクセサリーを装備させることも可能（グラフィックに反映するのは武器と盾のみ）。人間キャラクターが一度装備した装備品も装備可能。

### 音楽
BGMは一部の楽曲を除き、東京都交響楽団演奏のオーケストラ音源を採用している。
新曲として本作のオリジナル要素である5種族の文化を感じさせる楽曲や、ストーリーの中核をなす重要キャラクターをイメージした楽曲が追加されている。エルトナ大陸では和風の楽曲、勇者姫アンルシア関連では共通したモチーフが使われている。ゲームそのものの追加要素にセルフパロディ的な部分が多く、バージョンが進むにつれ過去作からの流用が増えている。

## ストーリー

### エテーネの村のおはなし
本編に入る前のオープニングシナリオ。プレイヤーは、これまでどおり人間の冒険者として、ゲームをはじめることになる。
レンダーシアの中心に位置するエテーネ島。そのエテーネの村で、主人公は暮らしていた。エテーネの民が代々引き継いでいる時渡りの術の力を危惧した冥王ネルゲルたちの襲撃により、エテーネの村は壊滅。レンダーシアは、迷いの霧に覆われる。死亡した主人公の魂は謎の神殿に飛ばされ、同時期に不慮の死を遂げた同じ名前の別の種族として、生き返しを受けることとなった。

### 目覚めし五つの種族
選んだ種族の村で目覚めた主人公は、復活そうそうに事件に遭遇するも、勇者が覚醒した際に発した光によって救われる。種族の村を旅立ち、五つの大陸をつなぐ列車・大地の箱舟に乗ると、主人公は放浪の賢者ホーローと出会う。ホーローからはオーグリード、プクランド、エルトナ、ウェナ、ドワチャッカの五つの大陸をめぐり、力量の証としてキーエンブレム（国を救うレベルの功績を上げたものが、各大陸の国や街の統治者から授与される勲章）を集めるように進言される。
五つの大陸を訪れると様々な事件に遭遇し、各地の街や城は魔物によって脅かされつつあった。主人公は各大陸に巣くう魔物を倒して事件を解決し、統治者らにその力を認められ、キーエンブレムを集めてゆく。キーエンブレムを集めた主人公は、ホーローの導きでネルゲルの居城・冥王の心臓に向かおうとするが、邪悪な力で阻まれてしまう。そこに渡るためには破邪舟が必要だが、その技術は失われてしまっていた。主人公は人間の姿を取り戻し、時渡りの術を用いて破邪舟の技術があった500年前のオーグリード大陸に赴く。そこは、偽りの太陽レイダメテスにより灼熱の大地となっていた。破邪舟師たちの力でレイダメテスに乗り込み、守護者ラズバーンを倒すとレイダメテスは崩壊し世界は救われ、破邪船の技術の現代への継承にも成功する。現代に戻り、現代の破邪舟師の力を借りて冥王の心臓に渡った主人公がネルゲルを討伐すると、ホーローから勇者として覚醒したレンダーシアのグランゼドーラ王国王女の手助けをしてほしいと頼まれる。

### 眠れる勇者と導きの盟友
レンダーシアを覆う迷いの霧を越える方法が、ホーローにより見いだされる。主人公を乗せた船グランドタイタス号は迷いの霧を越えるが、目的のグランゼドーラ王国までたどり着けず、南西にあるココラタの浜辺に上陸する。主人公と出会った謎の男クロウズの助言により、「三匹の蝶」を求めてレンダーシア各地をまわる。各地で奇妙な事件に遭遇する中、三匹の蝶を揃えてメルサンディ村に住む記憶喪失の少女ミシュアと共にグランゼドーラ城に赴き、蝶の力によりミシュアの記憶を取り戻させる。そして、実はミシュアがグランゼドーラ王国の王女アンルシア姫その人であったことが判明すると共に、勇者姫アンルシアとして覚醒する。グランゼドーラを支配していた魔勇者アンルシアを倒した勇者姫アンルシアと主人公は、自分たちのいる現在のレンダーシアが大魔王マデサゴーラによって創られた「偽りのレンダーシア」であることを知らされる。
魔勇者が残したブレイブストーンにより、アンルシアは主人公と共に真のレンダーシアに帰還し、グランゼドーラの賢者ルシェンダの導きを受け、マデサゴーラの野望を明らかにするために真偽ふたつのレンダーシアを冒険する。冒険を進めていく中で、主人公は勇者が目覚める時代に勇者の友連れとなる「勇者の盟友」であることが明らかになる。アンルシアは天馬ファルシオンを覚醒させ、主人公は飛竜を手に入れ、ともに空を飛ぶ手段を獲得し、マデサゴーラとの決戦に備える。一方、マデサゴーラはレンダーシア各地にある4つの神の緋石を破壊することで、神の力を削ぐべく暗躍する。そのうち3つの緋石は勇者と盟友によって守られるが、緋石の1つは破壊されてしまい、レンダーシアの一部がマデサゴーラの創った大地に置き換えられてしまう。マデサゴーラの目的は、自らの創った偽りのレンダーシアで真のレンダーシアを塗り潰し、自らが創造神となることであることであった。そして、ついにマデサゴーラの居城が明らかとなる。天馬の力を借りて居城に乗り込み、勇者姫アンルシアとその盟友である主人公は決戦に挑む。マデサゴーラを倒すと、飛竜の姿となったクロウズは奈落の門の先へと飛び去り、新たなる戦いを始めようとしていた。

### いにしえの竜の伝承
平和が訪れたレンダーシアと5つの大陸。それを祝いグランゼドーラのアリオス王は盛大に六種族の祭典を催すこととし、主人公も招待される。だが、祭典の最中に主人公の兄弟姉妹が突然現れ、アンルシアとラグアス王子がさらわれてしまう。アストルティア5大陸の若い王族が狙われていると考えた主人公たちは、各地を巡って誘拐犯を止めようとする。各大陸を巡った果てに追い詰めた誘拐犯は、竜族の竜将アンテロだった。アンテロを倒し、竜族が住む地・ナドラガンドへ入るための竜の聖印を手に入れた主人公たちは、誘拐されたアンルシアたちを探してナドラガンドへと乗り込み、ナドラガ教団の女性神官エステラと出会う。ナドラガ教団は、炎・氷・闇・水・嵐の5つの領界に分断されたナドラガンドを1つにつなぎ合わせ、バラバラに封印された竜族の種族神・ナドラガ神を復活させることで、竜族たちの救済を目指していた。主人公はエステラら教団とともに各領界で起こった事件を解決し、領界をつなぎ合わせていく。
しかし、その途中でナドラガ神が他の種族神たちとの対立から邪神と化していたことを知り、教団と袂を分かつ。教団の幹部でもあったアンテロが誘拐していたのは「神の器」と呼ばれる、各種族神の特別な加護を受けた者たちであった。教団は神の器たちを集めてその力を利用し、ナドラガ神を復活させ、竜族によって他の種族を支配する世界を作り上げようとしていた。主人公の兄弟姉妹がアンルシアたちを攫ったのは、教団の手から守るためであった。教団側とのさまざまな奪い合いの末、神の器たちと主人公の兄弟姉妹、クロウズと合流する。エステラも教団を破門され、主人公の側につく。教団によってナドラガ神は復活し、世界を破壊しようとするが、神の器たちとクロウズ、主人公の兄弟姉妹とともに、種族神たちの力をも借りて、暴走するナドラガ神に挑む。

### 5000年の旅路 遥かなる故郷へ
ナドラガ神を倒し、平和を取り戻した主人公は、グランゼドーラでホーローと再会する。兄弟姉妹から手に入れた謎の銀色の箱をホーローに見せると、そのスイッチを押してしまい、主人公はその場から消えてしまう。気付いた時、主人公はドミネウス邸という見知らぬ屋敷にいた。そこで、滅びたはずのエテーネ王国の王族であるメレアーデ、クオード姉弟と出会う。銀色の箱で元に戻ろうとして再び箱を使うと、今度は中空に巨大な繭が鎮座する、崩壊した謎の世界にやってきてしまう。箱から時の妖精「キュルル」が出現し、この箱が時空を超えるための「エテーネルキューブ」だということを語る。元のグランゼドーラに戻り、賢者ルシェンダとキュルルに報告したところ、崩壊した世界は近い将来のこの国の姿だという。滅びの原因が5000年前のエテーネ王国にあることを突き止めた主人公たちは、未来を変えるため、過去へと旅立つ。
主人公はキュルルと共に、過去のエテーネ王国、古グランゼドーラ、古代オルセコ王国、古代ウルベア帝国、未来の宇宙船アルウェーンと時空を超えた旅をして、暗躍する異形獣や黒衣の剣士と戦いながら、各地の事件を解決する。その旅の中で、メレアーデと再会する。徐々に明らかになる、滅びの元凶。時見の箱「キュロノス」は黒衣の剣士を操り、異形獣を強化させていく。そして、無限増殖能力を持つに至った異形獣バイロゴーグによってアストルティアが滅ぶ未来。無限増殖能力に対抗する手段を見つけ、黒衣の剣士をキュロノスの洗脳から解放することに成功する。そして黒衣の剣士の正体、主人公の出自もついに明らかになる。一方、新たな傀儡を手にしたキュロノスはエテーネ王宮を「時獄の迷宮」へと作り変え、異形獣をさらなる究極の生命体へと進化させようと企む。アストルティアを滅びの未来から救うため、主人公たちはキュロノスに決戦を挑む。

### いばらの巫女と滅びの神
キュロノスを倒し、世界を滅亡の危機から救った主人公は、アンルシアから気球に乗ろうと誘われる。だが、それは世界の混乱を企てるピュージュの罠であり、ガミルゴの盾島にかけられた魔界への封印が解かれてしまう。間もなく現れた、魔族の軍勢を率いる女魔王ヴァレリアから攻撃を受け瀕死の重症を負うも、そこに居合わせた魔族の旅人・ユシュカに血の契約を受け、一命を取りとめる。だが、その代償として魔族の姿にされ、彼のしもべとなり、魔界を旅することとなる。
魔界は、次期大魔王の座をめぐる争いの最中であった。大魔王の決定権を持つ魔仙卿に謁見すると、魔瘴を消す謎の力を持った巫女イルーシャが現れ、彼女の力で元の姿を取り戻す。だがユシュカ、アスバル、ヴァレリアの三魔王率いる三つの国は魔界の覇権をめぐって大戦となり、痛み分けで戦いは終わる。主人公は魔界での問題を解決してゆき、魔仙卿らにその力を認められ、新たな大魔王に就任する。
そんな折、アストルティアからアンルシアらが大魔王を倒すべく魔界に乗り込んできて一触即発の状態に陥るが、アンルシアは大魔王の正体が主人公だったことを知って驚愕と共に戦いの手を止め、話し合いの席に着く。魔王たちから迫りくる大魔瘴期により、魔界とアストルティア双方に滅亡の危機に瀕していることを知らされ、過去の遺恨とのはざまで困惑しつつ、アンルシアは魔界の現状を認識し、双方の世界を救うために手を組み共に戦おうというユシュカの説得を受けいれ、主人公、三魔王らと共に、大いなる闇の根源・ジャゴヌバと戦うことを決意する。ジャゴヌバに対抗しうる唯一の手段として女神ルティアナを復活させることとなり、イルーシャはルティアナの依代という自らの運命を受け入れ、ルティアナを復活させる。激闘の末にその力を失いかけるも、ルティアナはすべての世界に住む者たちの祈りによる力を結集させることに成功し、その力をもってついに絶対滅神ジャゴヌバを撃破する。

### 天星の英雄たち
ジャゴヌバを倒し、世界を滅亡の危機から救った主人公がアストルティアに戻ると、港町レンドア上空に謎の島が出現していた。そこに導きの天使ユーライザが現れ、主人公が英雄として選ばれたことを告げ、新たな階梯に到達するための試練を受けるように要請される。ジャゴヌバとの戦いでルティアナが死亡した現在、新たなアストルティアの神を生み出すために様々な時代で多大な功績を挙げた者を英雄として呼び寄せ、神化の儀を行うための試練を与えているとのこと。それを聞いた主人公はこれを受け入れ、天空の島・天星郷フォーリオンへ旅立つ。しかし、試練の乗り越えた先の神化の儀において、英雄たちは悪神と化してしまう。主人公は神剣レクタリスを手に悪神討伐を進めるうち、一連の出来事がルティアナの故郷である「とこしえのゆりかご」を滅ぼした「ジア・クト念晶体」の陰謀であったことを知る。そしてその悪神化実行犯であったレオーネの手引きでついにジア・クトがアストルティアに侵攻してくるも、主人公達はそれに対抗するための手段を手に入れ、悪神化が解かれた英雄達の犠牲を払いつつもジア・クト念晶体の首魁であるジア・レド・ゲノスを打ち倒す。

### 未来への扉とまどろみの少女
ジア・クト念晶体の脅威を退けた主人公は、エテーネ王国で式典開催の招待を受け、出席する。しかしその最中、突然人が消えて、しかも周りの人は誰も消えた人のことを覚えていないという「創失」という現象が発生する。そこに現れた少女・ポルテから、それに対処する鍵が異世界「果ての大地ゼニアス」にあると聞かされた主人公はグロスナー王の協力の元、異世界探索のための調査隊を結成し、ゼニアスへ旅立つ。

## ゲームシステム

### キャラクターデータ
「スクウェア・エニックス アカウント」1つにつき最大5枠までキャラクターを作成可能で、五種族一通りキャラ作成できるようになっている。同アカウント内でもキャラクターデータは独立しており、「キャラクター引っ越しサービス」で他の「スクウェア・エニックス アカウント」にキャラクターを受け渡すことも可能。同アカウント内での装備やアイテムの共有については、アカウントの売買などの不正行為を止められなくなってしまう恐れがあるため共有できない仕様となっている。

### プレイヤーキャラクター
ゲーム開始時に主人公と兄弟姉妹を作成。いずれも名前、性別、体型、見た目が設定できる（兄弟姉妹の性別以外は後からでも変更可能）。エテーネの村のおはなし（旧称オフラインモード）を最後まで進めると主人公の種族、見た目、職業の設定を行い冒険の書に記録する（種族以外は後からでも変更可能）。以降オンラインモードに切り替わる。
本作ではキャラクターデータはIDで管理されているため、他プレイヤーとの名前の重複は認められている。名前は後からでも変更可能。公序良俗に反する文言やシリーズ作品に登場する一部のキャラクターの名前など、一部の名前は使用できない。

### 種族
オンラインモードに切り替わって以降は選んだ種族の姿でプレイを行うが、ゲームを進行させることによって人間の姿に戻れるようになり、プレイヤーの任意で2つの姿を使い分けることができるようになる。これは、選択できる種族に人間が含まれていれば多数のプレイヤーが人間を選んでしまい、それ以外の種族の存在意義が薄れてしまうことが想定されたため、最初は異種族を使わせることでプレイヤーに人間以外の種族を馴染ませ、人間偏重ではない設定を構築する目的でゲームデザインされている。バージョン5開始当初魔族の姿で固定されている理由も同様。種族によって種族固有のイベントが発生したり、NPCのセリフが変わったりする。
種族は後から変更することはできない。公式も「どうしても変更したい場合はキャラクターを「新規作成」し、改めて設定し直していただく必要があります。」と回答している。システム面では「人間を含む六種族から選ぶようにすると全体の6割～7割ぐらいが人間みたいな偏った種族バランスになるかもしれないと思った。六種族間で種族変更できるシステムではなく、人間と五種族の両方の姿を使えるシステムにした」と藤澤仁ディレクターが回答している。種族変更の提案に対しては「種族は後から変更できない要素であるべき」と齋藤力ディレクターが回答している。冒険日誌や種族固有のストーリーなど変更が難しい要素があるのも理由と言われている。
見た目だけなら仮装メイク道具で他の種族に変更することは可能。ただし、種族そのものおよびストーリーは変化せず、ムービー再生中は元の種族の見た目に戻る。

### サーバー
メインのサーバーは40個あり、キャラクターのデータはどのサーバーでも共通しているため状況に応じてサーバーを変えながら遊ぶことができる。
サーバーテーマが設定されているサーバーがあり初心者でも遊びやすいよう配慮されている。サーバー単位の収容人数上限は公開されてはいないが、1エリアあたりの収容人数は1000人程度が上限と発表されており、1つのエリアに人が集中するとサーバーステータスが「こんざつ」と表示される。
新人・カムバック専用
9・10サーバーが該当。アカウント内のもっとも古いキャラクターの作成日時が90日以内か、すべてのキャラクターが60日以上ゲームにログインしていないと90日間利用できる初心者・復帰者向け専用サーバー。
ひとりプレイ推奨
11・12・13・14サーバーが該当。一人でじっくりと遊びたい人向けのサーバー。本作のひとりプレイ中の定義は「ひとりで遊ぶので他の人から仲間に誘われない状態」とゲーム内で説明されている。
当初からサーバーの趣旨に反するパーティプレイが問題となっており、2014年12月03日にプレイヤーイベント告知でこのサーバーを選べないようになった。トラブルを避けるためにも、パーティプレイや複垢パーティは他のサーバーを利用したほうが良い。
2024年11月2日にソロプレイ専用のサーバーを計画中と告知された。
キーボードなしの人推奨
15・16・17・18サーバーが該当。キーボードを持っていない人向けのサーバー。本作のキーボードなしの定義は「チャット入力遅いけど許して欲しいと言いたい状態」とゲーム内で説明されている。ソフトウェアキーボードでチャットしたい人はこのサーバーを利用するとよい。
ダブルすれちがい推奨（廃止）
19・20サーバーが該当。3DSでダブルすれちがいをしたい人にオススメのサーバー。
Ver.6をもってダブルすれちがい機能が廃止されたことによりテーマなしとなった。
配信OK
10・21・22サーバーが該当。動画配信が許可されているサーバー。配信ガイドライン変更に伴ってサーバー名が変化している（「取材撮影OKの人向けサーバー」⇒「配信可能サーバー」⇒「配信推奨サーバー」⇒「配信OKサーバー」）。
学生推奨
23・24サーバーが該当。学生同士で遊びたい人向けのサーバー。
運営主催イベント
配信OKサーバーと25・26・27（イベント規模に応じ追加される）サーバーが該当。「テンの日」などに開催される運営主催イベントが行われるサーバー。
パーティ募集・取引・フレンド募集
テーマが設定されているわけではないが、討伐売買、持ち寄り募集、取引、フレンド・チーム募集が頻繁に行われているサーバー。01・02サーバーが該当。

### パーティ
他のプレイヤーを誘ったり、サポート仲間を加えることで通常4人までのパーティを編成できる。誘った方のプレイヤーが「パーティリーダー」となり、他のプレイヤーを誘ったり、パーティを解散する権限を持つ。他のプレイヤーは「パーティリーダー」と同じ状態でストーリー / クエストを進行する（条件を満たしていないプレイヤーがいると進められない場合がある）。ストーリー / クエストの進行が遅れているプレイヤーの手助けをする場合は、そのプレイヤーに「パーティリーダー」となってもらう必要がある。
サポート仲間
冒険者の酒場ではサポート仲間を雇い、パーティの一員として組み込むことができる。サポートは登録した他のプレイヤーキャラクターだが、該当者が少ない場合は酒場のスタッフ（運営側が用意したキャラクター）が補充される。
サポート仲間はAIにより指定された作戦（「命令させろ」は無い）を実行するが、行動は2ターン目からとなる、装備変更が行えない、契約中は経験値が反映されない（レベルアップしない）、コマンドによる指示が作戦変更と「まんたん」のみといった制限がある。
一定の契約時間（12・24・48・72・168時間）経つと自動解除されるが、時間前でも酒場で契約解除できる。他のプレイヤーとパーティを組んだ場合は自動的に「待機中」となるほか、任意に「参加中」「待機中」の切替えが可能（プレイヤーキャラクターの欠員補充に限られる）。
プレイヤーキャラクターも「自分を登録」で酒場に預けることができる。サポート仲間に雇われた場合、使用者が獲得した経験値・お金・名声がある程度分配される。
他パーティへの支援
隣接した別パーティー（非戦闘時）に回復呪文や蘇生呪文を施したり、戦闘中の別パーティーに「おうえん」コマンドでテンションを上昇（獲得金額が上がるなど、応援した者の職業に応じた支援効果も追加で生じることがある）させるといった支援が可能。
職人仕事中に別のプレイヤーから応援されると、集中力と職人経験値が上がる。

### オートマッチング
他プレイヤーとのオートマッチングが行なわれ、自動的にその場限りの即席パーティが結成されるシステム。各職業に回復役、準回復役、攻撃役が設定されており、その情報をもとにマッチングを行ってくれる。基本的に1パーティに回復役が1人、または準回復役が2人以上入る仕様となっている。

### ゲーム中の告知
本作より、ゲーム中のローディングを示す砂時計のアイコンは中身がスライム（スライムベス、メタルスライム）になっており、スライム砂時計として商品化されている。
- ドラキー通知
オンラインゲームならではの要素として、自分の操作以外の理由で発生する情報が画面上で通知される。プレイヤーがバザーに出品した物の売り上げ金が郵便箱に届いた時や、受けられるクエストが増えた時、練金釜などが使えるようになった時やフレンドがログインした時（これは通知設定を「通知する」にしないと通知されない）、他のプレイヤーがパーティメンバーになった時、フレンドやチームメンバーが追加されたり郵便物が届いた時などに通知される。その他、サーバーメンテナンスやエリアの緊急再起動の5〜10分前、エリアの緊急再起動の場合には緊急再起動開始直前にも通知される。しかし、ここに挙げた例は一部でしかない。
通知はドラキー、タホドラキー、ドラキーマなどのセリフ(吹き出し)として表示され、郵便マークがついたショルダーバッグをさげたドラキーたちがベルを二度鳴らして画面上側に登場する。

- アストルティア放送局
Ver.6.0でベータ機能として追加された機能。ゲーム内にドラポヨモニターと呼ばれる画面が空中に出現し、ゲーム内から超DQXTVなどが視聴が可能になる。Ver.6.1で家具、Ver.6.2で庭具が登場したことにより自宅でも楽しめるようになった。

### コミュニケーション
- チャット
まわりのプレイヤーや、パーティ、チームなどを対象にあらかじめ登録してある定型文（追加登録や変更も可能）やソフトウェアキーボード（Windows版には非実装）・USBキーボードを用いたフリーワード（文字数制限あり）によるチャットが可能。定型文には様々なポーズや一定の動き（踊りなど）である「しぐさ」を加えることができるほか、「しぐさ」のみを行うこともできる。

- いまどんな？設定
今自分がどんな状態で遊んでいるかをアイコンで伝えられる設定。
『仲間募集中』『いまヒマです』『フレンド募集中』『チーム入隊希望』『ひとりプレイ中』『チャット非表示』『離席中』『キーボードなし』『初心者です』『なんでも聞いて』『配信中』『フィールドコンテンツ中』など用途に合わせたアイコンが用意されている。

- 『仲間募集中』
緑色のアイコン。「仲間募集中」にしていると、「なかまをさがす」リストに表示されるようになる。「なかまをさがす」では全サーバーの「仲間募集中」アイコンの人を検索できる。仲間募集はサーバー1のグレン城下町で頻繁に行われている。
『フレンド募集中』
ピンク色のアイコン。フレンドになってくれる人を探している状態。フレンド募集はサーバー1のメギストリスの都、グレン城下町で頻繁に行われている。一声かけてから申請するのがマナー。ひとりプレイ推奨サーバーでは声をかけないのが暗黙のルールなのでフレンド募集中をつけていると嫌がられる。無言でフレンド申請されても大丈夫な人は、フリーコメントに「無言フレンド申請ＯＫ」と書くことが多い。

- 『ひとりプレイ中』
青色のアイコン。ひとりで遊ぶので他の人から仲間に誘われない状態になる。こちらから仲間に誘うこともできなくなる。サポート仲間やオートマッチングでパーティ組むことは可能。『仲間募集中』『いまヒマです』『なんでも聞いて』とは同時に設定することができない。

- 『チャット非表示』
黄色のアイコン。白チャットが「？？？？」と表示されるようになるだけで完全に非表示になるわけではない。

- 『離席中』
イスの絵のアイコン。ゲームの前からしばらく離れるときに使う状態。一定時間操作していないと自動的に出るが再び操作すると消える。手動でつけた場合は操作してもアイコンをつけたままにできるが、戻ってきた時の外し忘れに気を付けよう。パーティプレイ中や同盟バトル中、急な用事や体調不良で離席する場合、チャットで一言断ってから離席するのがマナー。

- 『キーボードなし』
ソフトウェアキーボードを使用しているため、チャット入力遅いけど許して欲しいと言いたい状態。チャットしたい人向けのアイコン。

- 『初心者です』
若葉マークのアイコン。『初心者です』については誰でも付け外しできるためほとんど機能していない。「はずし方を知らない」、「はずす必要性を感じない」プレイヤーが大勢いることが問題視されており、外すことを促す方法を検討しているとディレクターがコメントしている[68]。上記の問題を受けVer.1.1からはレベル26以上で受けられるクエスト『ガンコ職人の息子』は『初心者です』を外さないと受注できない仕様に変更になった。Ver.1.3に追加されたクエスト『ガンコ職人の息子』『冒険マイスターの心得』でも同様に外さないと受注できない仕様になっている。

- フレンド
フレンド登録したプレイヤーキャラクターとは、個別のチャットや手紙のやり取りなどのコミュニケーションが可能となるほか、特典が得られることがある。一方がフレンド登録を解除するとフレンドではなくなる。

- ブラックリスト
迷惑と感じたキャラクターから、話しかけられないようにしたり、なかまに誘われなくしたりすることができる機能です。
ブラックリスト登録したプレイヤーキャラクターとマッチングしなくなくなる。半放置や回復・蘇生を行わない役割放棄（ロール放棄）などのプレイヤーに出会ったら利用するとよい。
チーム
大使室でチームを作成できる（要ゴールド）。チーム員には、リーダー、サブリーダーから勧誘されることで加入できるが、別途加入申込を行った上で承認が出れば加入できる。
チームのエンブレムを盾カバーやマントにあしらったり、チーム内でのグループチャットが可能。
Ver.1.4からはチームクエストが追加された。指定されたモンスターの討伐、地域の探索、アクセサリの入手、依頼書や魔法の迷宮制覇といったクエストを達成することで得られるチーム経験値を貯めるとチームレベルが上がり、物品購入、ユニフォームなどさまざまな特典が得られる。
Ver.2.1からはリーダーまたはサブリーダーの自宅を「チーム集会所」に設定すると、チームコマンドまたはルーラストーン（Ver.2.2以降）で「チーム集会所」に瞬間移動できるようになった。

- カメラ
「撮影モード」を起動して写真を撮影する機能（自動撮影設定もある）。この機能で撮影すると周りの人の名前が非表示になり、右下に著作権表示がつくので投稿するときに便利。投稿する場合、動画と違い『配信ID』は不要となる。
手紙に写真を貼付したり、冒険者の広場で公開できるほか、写真を撮るクエストもある。

- 旅のコンシェルジュ
大都市および住宅街の宿屋に常駐しており、「ふくびき」などプレイヤーにさまざまなサービスを提供する。

- 郵便局
フレンドやチームメンバーと手紙や金品のやり取りが行えるほか、バザー出品の売上金や期限切品が送られてくる。
ご当地独特の便せんが各地で売られているが、購入するためには材料を調達するためのクエストを行う必要がある。

- 名声
ストーリークエストをクリアしたり、長時間倒されていないモンスターを倒すと名声値が得られ、ある程度名声値が溜まった段階で宿屋に泊まると名声レベルが上がる。
名声レベルに応じておサイフ応援サービスの支給お金、バザーに出品できる数、日替わり討伐クエストの選択肢が増えるほか、名声レベルが受注条件となるクエストもある。

### 移動手段

#### 移動手段（ルーラストーン）
従来のシリーズにあった呪文「ルーラ」は使えない。町・村への瞬間移動はルーラストーンというアイテム（「どうぐ」から選択）を用いる。MPの消費は無く、何度も使えるが、ひとつのルーラストーンにつき移動先は一箇所である。パーティーメンバー（サポートなかまは不可）のルーラストーンを借りての移動もできるが、自分が行ったことの無い場所へは行けない。通常のルーラストーンは教会で移動先の登録を変更可能。ストーリーの進展、クエスト報酬などである程度数を増やすことができる。
オフライン版では一つしか所有できない代わりに指定された各地の移動先を全て登録できる（バシッルーラストーンと同じ）。
- メガルーラストーン
Ver.3.5前期より実装された特殊なルーラストーン。移動先の登録変更不可。クエストをクリアすることによりVer.1.0で登録できた場所[注釈 12]ならばどこにでも移動できるようになる。
Ver.3.5後期からは新たにクエストをクリアすることでレンダーシアにも移動できるようになる[注釈 13]。
Ver.4.0からは「その他」が追加され、500年前のオーグリード大陸の各集落へ行けるようになる[注釈 14]。特にクエストなどは必要がない。
Ver.4.1からは新たにクエストをクリアすることでナドラガンドにも移動できるようになる[注釈 15]。
Ver.4.5前期からは新たにクエストをクリアすることで新エテーネの村に、ストーリーを進めることで現代の大エテーネ島に移動できるようになる。
Ver.7.0でクエストをクリアすることでバシッルーラストーンに交換される。
  - バシッルーラストーン
Ver.7.0より実装された特殊なルーラストーン。移動先の登録変更不可。メガルーラストーンの上位種で、入手時点ではVer.1で登録できた場所ならいざないの石碑含め全ての場所に移動することができ、クエストをこなすことで行き先に真偽レンダーシア、ナドラガンドが追加される。

※いずれも空に跳ぶスタイルなので、屋根などがある所では天井に頭をぶつけてしまう（しかしHPが減るなどのペナルティは一切無い）。
- エテーネルキューブ
Ver.4.0より実装。時空を超える銀色の箱。Ver.4で追加された過去世界を移動したり、過去と現在を行き来することができる[注釈 17]。「時空のしるべ」というポイントを調べることで新たな移動先が登録される。過去世界では屋根のある場所でも使えるが、現在の時代では屋根のある場所では使えない[注釈 18]。
Ver.5.0よりアビスジュエルを入手するとルーラストーンの項目内に移動する。

- アビスジュエル
Ver.5.0より実装。赤い宝石。Ver.5で追加された魔界を移動したり、魔界とアストルティアを行き来することができる[注釈 19]。「アビスゲート」というポイントを調べることで新たな移動先が登録される。魔界では屋根のある場所でも使えるが、アストルティアでは屋根のある場所では使えない[注釈 18]。ストーリーの進行次第ではアビスゲートが封鎖され移動できなくなることがある。
Ver.6.0より魂の燭台を入手するとルーラストーンの項目内に移動する。

- 魂の燭台
Ver.6.0より実装。燭台。Ver.6で追加された天星郷フォーリオンや悪神の心域を移動したり、フォーリオンとアストルティアを行き来することができる[注釈 20]。「転移の聖火台」というポイントを調べることで新たな移動先が登録される。フォーリオンでは屋根のある場所でも使えるが、アストルティアでは屋根のある場所では使えない[注釈 18]。
Ver.7.0より星封の結晶を入手するとルーラストーンの項目内に移動する。

- 星封の結晶
Ver.7.0より実装。青い結晶。Ver.7で追加された果ての大地ゼニアスやキューロピアを移動したり、ゼニアスとアストルティアを行き来することができる[注釈 21]。「星のくさび」というポイントを調べることで新たな移動先が登録される。ゼニアスでは屋根のある場所でも使えるが、アストルティアでは屋根のある場所では使えない[注釈 18]。

#### 移動手段（どうぐ）
- おもいでのすず
ダンジョン内で使用するとリレミトゲートを開き、脱出することができる。消費アイテムで1回使うとなくなる。じゅもん「リレミト」と同じ効果。

- ドルボード
Ver.1.4より実装された立ち乗り反重力バイク。ガタラで受注できるクエストをクリアすることで使用可能に。速さは徒歩の1.4倍で[69]、30分毎に燃料のドルセリンをひとつ消費する。Ver.2.1からは「プリズム」というアイテムでドルボードの外観をキラーパンサーや魔法のじゅうたんなどに変更できる。Ver.2.4からは徒歩の1.7倍に増速された。Ver.3.5からはクエストをクリアすることで9秒のチャージの後に6秒間移動速度を上げるブースト機能が追加できるようになった。ブースト中はドルセリン消費量は変わらないが、オートラン以上に小回りが利かなくなる。Ver.6.2からはドルセリンが切れていても速度が徒歩と同程度になるだけで、強制的に降ろされることがなくなった。
基本的には1人乗りだが、プリズムによって2人乗り、4人乗りに変更することが可能で、「あいのり」することができる。

- お招きのつばさ
Ver.1.4より実装。住宅街で自分の家もしくは出入り権限のある他人の家で500ゴールドで購入することができ、その家に移動できる。1つで10回まで使用可能な消費アイテム。

- 飛竜
Ver.2.3より実装。ストーリーを進めると「竜笛」で飛竜を呼び、レンダーシア上空を飛んで移動できるようになる。飛竜には名前を付けたり、体の色や「おめかしグッズ」で外見を変えることができる。

- 聖天のつばさ
Ver.6.2より実装。天星郷上空を飛んで移動できるようになる。使用にはドルボード同様、ドルセリンが必要。当初は「聖天のつばさプリズム」にしか対応していなかったが、Ver.6.3からは他の飛行系プリズムでも使用可能となり、現在は馬車プリズム以外の全プリズムに対応している。

#### 移動手段（施設）
- 大地の箱舟（大陸間鉄道）
各大陸を繋いだ汽車。車両番号は「ギラ40系」。各大陸の小国（グレン・オルフェア・ジュレット・アズラン・ガタラ）とレンダーシアの島嶼部（ラッカラン・レンドア）は一人前の証があれば利用できるが、各大陸の大国（ガートラント・メギストリス・ヴェリナード・カミハルムイ・ドルワーム）はその都市のキーエンブレムを取得後に利用可能となる。
主人公の「時渡りの術」の媒介となるほか、神話篇の予兆クエストで使われていた。

- 大地の箱舟（臨時便）
グランゼドーラ駅からアスフェルド学園を繋いだ汽車。車両番号は「イオ10系」。

- 渡し船
ウェナ諸島では双胴船によって各地の船着場を連絡している。Ver.1.3からはカミハルムイ城の堀を南北に往来する渡し船が登場。いずれも無料だが、行き先は固定されている。

- 旅の扉
遠く離れた場所に一瞬でワープ移動する、シリーズおなじみの施設。Ver.1.3からは町中にもショートカットとして設置されるようになった。

- 行商人の馬車
有償（無償の所もあり）で行商人の馬車に便乗し、目的地（出発地によって異なる）まで移動することができる。一方通行で帰りの馬車は無い。

- グランドタイタス号
レンドア島とレンダーシア大陸をつなぐ大型船。サービス開始時よりレンドア島の港に停泊していたが、移動手段としての実装はVer.2.0から。利用料金は200ゴールド。

- バシルーラ屋
Ver.2.3より実装。港町レンドア南にいるバシっ娘バンリィに依頼することで、50ゴールドで、自分が行ったことがあるルーラストーン登録地点へ移動できる[注釈 22]。ver3.1より、メギストリスの都にもバシっ娘ランリィが追加され、Ver.4.1からは新たにクエストをクリアすることで新エテーネの村でもバシっ娘ルンリィ、Ver.7.2からはクエストをクリアすることでドルワーム王国でもバシっ娘シンリィが利用できるようになる。実装当初は1日1回だけだったが、Ver.3.3後期より1日3回まで使用可能になった。Ver.4.5後期より五大陸とレンドア島、ラッカラン島への移動は使用制限が撤廃された（それ以外は今まで通り）。Ver.5.2からはクエストをクリアすることで真偽レンダーシアへの移動も使用無制限となった。Ver.7.2からはクエストをクリアすることでナドラガンドへの移動も使用無制限となった。

- 旅のコンシェルジュ
冒険を中断せずに他のサーバーへ移動することができる。

### どうぐ
どうぐから「つかうもの」「ルーラストーン」「おまとめぶくろ」「れんきんがま」「だいじなもの」「クローバーバッグ」「てがみ」「さかな」「モンスタータロット」「スタンプカード」にアクセスすることができる。
- つかうもの
「どうぐ」「素材」などを入れることができる革製の道具鞄のことを『X』では「つかうもの」と表記している。初期状態で30種類までいれることができる。

- ルーラストーン
町・村への瞬間移動が可能になるアイテム。

- おまとめぶくろ
Ver.3.5に実装された。「つかうもの」に収納されていた「ふくびき券」などが自動的にこちらに入れられるようになった。

- れんきんがま
Ver.3.0よりアイテムを作り出すために使用可能となった。オンラインモードのストーリーをある程度進めると郵便局に「れんきんがま」が届き、素材を消費し一定時間待つことによって道具を錬金できる他、武器と盾に色を付けることもできる。錬金釜には状態があり、状態に合わせて錬金にかかる時間が変動する。錬金が完了してアイテムを取り出したり、時間経過によって状態が悪くなっていくが、他のプレイヤーに撫でられることによって状態が良くなっていく。
オフライン版では迷宮コイン、料理、消費アイテムを作れる。

- だいじなもの
メインクエストなどで使う重要なアイテムが収納されている。

- さかな
さかなぶくろを貰うと利用可能になる。さかなを10匹まで入れることができる。

- スタンプカード
Ver.2.1より実装された。真のグランゼドーラのアリオス王から貰えるスタンプカード。アストルティア各大陸ごとに用意されており、指定クエストをクリアしてアリオス王に報告するとスタンプが押され、スタンプをカードごとにコンプリートすると報酬が貰える。

### 戦闘
戦闘は一見しただけでは今までと似ているように見えるが、内容はMMOとして大幅なモデルチェンジが行われている。
エンカウント
シンボルエンカウント方式を採用し、フィールド上に表示されているモンスターと接触することで戦闘開始となる。エンカウントしたことを表現した演出カットのインサートでこれまでのドラクエらしさはあるが、戦闘そのものはマップ上でそのまま行われる。
戦闘がフィールド上で行われるため、その様子は他のプレイヤーからも見ることができる。戦闘中のプレイヤーとパーティを組んでいない第三者が戦闘に参加することはできないが、「おうえん」という形で間接的に関与することができる。おうえんの効力は行うプレーヤーの職業によって違い、テンションアップ、会心率魔法暴走率アップ、などがある。
リアルタイム化
これまでとは違い、戦闘中は時間が流れており、一時的にも止めることはできない。他のプレイヤーと協力して挑む場合、その動きはコマ単位で同期している。
すべての敵や仲間はリアルタイムで行動する。キャラが順番に行動するという意味でのターン制はなく、それぞれが自分の素早さに応じて個別に行動する。他のキャラクターの行動を待つことがないため、コマンド入力が可能になる間隔はきわめて短く、これまでのシリーズ作品とはかなりプレイ感覚が違う。
移動と干渉
ナンバリング作品初の3Dで表現された戦闘の空間に意味が持たされている。敵と自分との距離、敵同士あるいは味方同士の距離、敵が向いている方向。それらによって行動の結果が変化する。
プレイヤーはコマンド入力とは別に、キャラクターをリアルタイムで移動させることができる。それにより自分の繰り出す範囲攻撃に複数の敵を巻き込んだり、逆に敵の攻撃の射程から離れることで、魔法や息攻撃を避けたりすることが可能になる。ただし、自分の魔法詠唱や特技使用においては、そのコマンド選択から発動が終わるまでの一定の時間、自力で移動ができない（敵に押されて動くことはある）。なおコマンド入力の際には選択した相手の方向を自動で向くが、遮蔽物があった場合は相手を見失い、コマンド入力がキャンセルとなる。
敵味方の位置や距離に干渉することで戦闘を有利に進めるテクニックに「移動干渉」がある。キャラクターや敵には「重さ」というパラメータがあり、重量が勝っている方が相手を押し返すことができる。移動する敵をキャラクターが直接押し止めることで、その攻撃が仲間に届かないようにディフェンスすることが主だが、逆に相手を押し込んで攻撃範囲のある呪文の標的をまとめることもできる。開発時から移動干渉と呼ばれていたが、ユーザーからは「相撲」と称されることが多い。
移動干渉により攻撃の射程から離れた状態で一定時間が経過すると、プレイヤーの場合は「相手にたどりつけなかった」としてコマンド入力がキャンセルとなるが、敵モンスターの場合は移動干渉をしているプレイヤーを対象にした攻撃を行う（モンスターにより行動パターンが異なる）。
怒り
他のMMORPGの「ヘイト」（敵意）をドラクエ流に翻案したもの。プレイヤー側の行動（攻撃したり、とくぎを使うなど）に対するリアクションとしてモンスターが「怒り」状態となり、特定のキャラクターに怒りの矛先を向ける。攻撃力や攻撃魔力が上がるほか、行動パターンも変化する。怒りの矛先となったキャラクターは怒り攻撃を食らうと大ダメージを受けるが、その攻撃が行使される前にキャラクターが死亡したり、特定時間まで逃げ切ったりすると怒り攻撃は行われない。また、とくぎ「ロストアタック」によっても「怒り」状態は解除される。Ver.2からは「ロストアタック」では解除できない「激怒」が登場している。Ver.3.4からは、戦士専用の特技「ロストブレイク」の登場により「激怒」状態の解除が可能となった。
怒りの沸点はモンスターによってさまざまであるが、残りHPが少なくなると怒りやすい。
逃げる
戦闘エリアの周囲に表示されるラインを越えることで戦闘を終わらせ逃げることができる。プレイヤー同士でパーティを組んでいる場合、逃げはそれぞれ個別に判定される。サポートキャラクターはプレイヤーが逃げ切れば自動的に逃げたことになる。ただし、キャラクターが「呪い」の状態、トラップモンスターと戦闘した場合、および一部の条件が厳しいダンジョンなどでは、例外的に戦闘エリアのラインが赤くなり、逃亡が禁止される。また、フィールドとは別マップで行われるストーリーボス戦やバトル・コンテンツなどでは逃げることができない。
戦闘後の蘇生と回復
フィールド上の戦闘でパーティが全滅した場合、これまでどおり「教会で復活」か、せかいじゅの葉をつかって「その場で復活」などを選べるが、今回は「助けを待つ」という選択肢も用意されている。第三者のプレイヤーは戦闘には参加できないが、その終了後に倒れているキャラクターに魔法やアイテムを使って蘇生することができる。しかし制限時間内に助けがなければ、これまで通り「教会で復活」となる。また、第三者プレーヤーがアイテムもなく蘇生呪文を使えない職であった場合、「おいのり」のコマンドで、倒れているプレイヤーの待機時間を延長することができる。
なお、ボス戦の場合、プレイヤーキャラクターが死亡していても5分以内に他のパーティーメンバー（他のプレイヤー、サポートなかま問わず）がボスを倒した場合、プレイヤーキャラクターが瀕死の状態で復活する。一方、全滅した場合、基本的にパーティーメンバー全員が死亡した状態でボス戦直前の位置に放り出される。

### パラメータ
「メインコマンドウィンドウ」の「つよさ」から確認できる。
パラメーターは「さいだいHP」「さいだいMP」「こうげき力」「しゅび力」「こうげき魔力」「かいふく魔力」「ちから」「みのまもり」「すばやさ」「きようさ」「みりょく」「おしゃれさ」「おもさ」の項目からなる。

### 職業
オンラインプレイ開始時に6つの職業の中から選択する。冒険者の酒場にいるダーマ神官のクエストをクリアすると転職が可能となる。以後の転職も各地のダーマ神官に話しかけることで転職できる。転職しても職ごとにレベルや能力値は保持される。呪文はレベルアップで覚え（一部、職業スキルや該当する職業の武器スキルによって覚える呪文もある）、転職すると使えなくなる。スキルには片手剣スキルや盾スキルなどの武器スキルと、職業専用の職業スキルがある。詳しくはスキルシステムを参照。なお、Ver.5以降、格闘スキルは全ての職、盾スキルは武闘家・バトルマスター・まもの使い・踊り子・デスマスター以外の全ての職が取得可能なため、以下の説明では割愛する。★マークはオフライン版で登場する職業。

#### 基本職
★戦士
武器スキル（片手剣スキル・両手剣スキル・オノスキル）
職業スキル（ゆうかん）
HP、力、重さ、守備力に優れる職業。ゆうかんスキルで覚える「やいばくだき」で相手の攻撃力を下げ、「たいあたり」で敵の行動を封じる、「かばう」といったサポート的な役割を担うことが多いほか、敵の怒りやテンションを下げる攻撃「ロストアタック」を習得できる。
★僧侶
武器スキル（ヤリスキル・スティックスキル・棍スキル）
職業スキル（しんこう心）
回復呪文、補助呪文、蘇生呪文に優れる職業。しんこう心は回復呪文の効果をを一時的に上げる「聖なる祈り」、自身を自動蘇生できる「天使の守り」、痛恨の一撃や即死呪文を受けてもHPを1残して耐える「聖女の守り」なども覚える。
★魔法使い
武器スキル（両手杖スキル・短剣スキル・ムチスキル）
職業スキル（まほう）
攻撃呪文に優れる職業。まほうスキルでは呪文のダメージを上昇させる「魔力かくせい」、呪文耐性を上昇させる「魔結界」など覚える。覚える呪文はメラ系やヒャド系などの攻撃系が中心だが、ヘナトス・マホトーンなどの補助呪文も習得できる。Ver.5.5前期より当職の短剣スキルはポイント100までの特技から呪文に変わり、今作初呪文のヴェレ系・ラリホーマ・ヘナトールを習得できる。
★武闘家
武器スキル（ツメスキル・棍スキル・扇スキル・ヤリスキル）
職業スキル（きあい）
物理攻撃を得意とするちからと素早さが高い職業。きあいスキルでは周囲の敵を行動不能にする「おたけび」、テンションを上げる「ためる」「ためる弐」のほか、自身を回復させる「めいそう」がある。
Ver.5.0よりヤリスキルが加わり、ヤリを装備可能になった。
★盗賊
武器スキル（短剣スキル・ムチスキル・ツメスキル・ハンマースキル）
職業スキル（おたから）
唯一「ぬすむ」を使用できる職業。一部の補助呪文や攻撃呪文、初歩的な回復呪文も使用可能。おたからスキルではモンスター図鑑の説明を拡張する「みやぶる」、宝箱やキラキラの位置が分かる「おたからさがし」の他、「しんだふり」や「バナナトラップ」といった遊び心のあるスキルを覚える。
★旅芸人
武器スキル（扇スキル・棍スキル・短剣スキル・ブーメランスキル）
職業スキル（きょくげい）
回復特技、回復呪文、補助呪文、蘇生呪文が使用可能な万能的な職業。 一部の攻撃呪文も使用可能。きょくげいスキルでは、敵を行動不能にする「ボケ」、状態異常を回復する「ツッコミ」、味方のHPを回復する「ハッスルダンス」、敵全体を攻撃をする「キラージャグリング」など多種多様な特技を習得できる。

#### 追加職
Ver.1.1以降に追加された職業で、転職するためにはそれぞれ特定のクエストをクリアする必要がある。Ver.3までに実装された職業は初期レベルが1だが、Ver.4以降に実装された職業は初期レベルが50となる。そのため、Ver.4以降に追加された職業はいずれかの職をレベル50以上にしなければ転職クエストを受けられない。
★バトルマスター（Ver.1.3）
武器スキル（両手剣スキル・片手剣スキル・ハンマースキル）
職業スキル（とうこん）
片手剣・ハンマーの二刀流ができる。
物理攻撃のエキスパート。攻撃力が高い反面、防御力は低め。とうこんスキルでは防御力を下げる代わりに攻撃力を2段階（バイキルト相当）上げる「すてみ」、6回攻撃を行う「天下無双」などを取得できる。
二刀流時は通常攻撃が右手と左手で2回攻撃になり、一部のとくぎに追加攻撃が発生する。Ver.3.0以降はとくぎ効果が2回入るものも存在する。Ver.6.1で「すてみ」が「クイックアーツ」に変更になり「二刀の極意」が実装された。
★パラディン（Ver.1.1）
武器スキル（ハンマースキル・ヤリスキル・スティックスキル・片手剣スキル）
職業スキル（はくあい）
高い守備力と重さを誇り仲間を守るプレイスタイルが得意。回復呪文が多少使える。はくあいスキルでは自分の重さを増やす「ヘヴィチャージ」、受けるダメージを減らす「やいばのぼうぎょ」といった特技を覚える。
Ver.5.0より片手剣スキルが加わり、片手剣を装備可能になった。
★魔法戦士（Ver.1.2）
武器スキル（片手剣スキル・弓スキル・両手杖スキル）
職業スキル（フォース）
味方を強化する呪文と属性付与特技を使いこなす職業。フォーススキルでは仲間にMPを与えることができる「MPパサー」を覚えるほか、戦闘中さくせんで敵の弱点を表示することができる。味方の攻撃に属性を付与できる「ファイアフォース」や「アイスフォース」を覚える。
Ver.5.2より200スキル解放になるのと同時に、鎧系統の装備が可能になった。
★レンジャー（Ver.1.2）
武器スキル（弓スキル・ブーメランスキル・オノスキル・ツメスキル）
職業スキル（サバイバル）
一部の攻撃呪文・回復呪文・補助呪文のほか、蘇生呪文も使用可能。サバイバルスキルではブレスを1回だけ無効化する「まもりのきり」、敵を魅了する「てなずける」、防御力を無視してダメージを与える「オオカミアタック」などの特技を覚える。
★賢者（Ver.1.3）
武器スキル（ブーメランスキル・両手杖スキル・弓スキル・扇スキル）
職業スキル（さとり）
攻撃呪文、回復呪文、蘇生呪文に優れる職業。さとりスキルでは攻撃と回復の呪文効果をアップさせる「しんぴのさとり」、敵にかかっている強化を消す「零の洗礼」などを覚える。
Ver.5.0より扇スキルが加わり、扇を装備可能になった。
★スーパースター（Ver.1.2）
武器スキル（ムチスキル・スティックスキル・扇スキル・鎌スキル）
職業スキル（オーラ）
魅力が大きく上がり、それを生かした特技を覚える。妨害系の補助呪文を主体に一部の回復呪文や攻撃呪文を覚える。オーラのスキルでは獲得経験値とお金が増える「ベストスマイル」やお金を使う「ボディーガード呼び」「ゴールドシャワー」といった特技を覚える。スティックスキルは蘇生呪文も使用可能になる。
まもの使い（Ver.2.0）
武器スキル（ムチスキル・ツメスキル・両手剣スキル・オノスキル）
職業スキル（まものマスター）
モンスターの一部（スライム系、けもの系、ドラゴン系、トリ系、あくま系）を仲間にすることができる。まものマスタースキルでは敵の息を封じる「ブレスクラッシュ」、仲間モンスターの能力やテンションを一時的に上げる「かわいがる」、仲間とHPやMPを共有する「HPリンク」「MPリンク」、モンスターの仲間を呼ぶ「エモノ呼び」などのとくぎを習得できる。
どうぐ使い（Ver.2.1）
武器スキル（ブーメランスキル・ハンマースキル・ヤリスキル・弓スキル）
職業スキル（アイテムマスター）
物質系やマシン系モンスターの一部を仲間にすることができるほか、一部の補助呪文が使用可能。アイテムマスタースキルでは、どうぐの効果をアップさせる「どうぐ倍化術」、複数の味方に効力を発揮させる「どうぐ範囲化術」のほか、敵の設置したトラップを自分のものにする「トラップジャマー」などのとくぎを習得できる。
★踊り子（Ver.3.0）
武器スキル（短剣スキル・扇スキル・スティックスキル）
職業スキル（うた・おどり）
短剣、扇、スティックの二刀流ができる。
『X』では初登場となるギラ系呪文の他、メラ系やマホトラなども習得する。
うたスキルでは補助特技、蘇生特技を覚える。おどりスキルでは敵を攻撃、弱体化できる特技を覚える。
占い師（Ver.3.3）
武器スキル（片手剣スキル・弓スキル・ムチスキル・棍スキル）
職業スキル（うらない）
カードゲームのようにデッキを構築する「タロット」を使う。カードにより攻撃、補助、回復、蘇生いずれもこなすが、手札に来ないと使えないという制約がある。うらないスキルでは、タロットの威力の上昇や、特定のタロットを手札に持ってくるという特技が習得できる。また、この職業のみ当初はサポート仲間として酒場に登録することができなかったが、Ver.6.5後期で登録できるようになった。
天地雷鳴士（Ver.4.0）
武器スキル（扇スキル・スティックスキル・両手杖スキル）
職業スキル（しょうかん）
ピオリムやズッシード、マジックバリアなどの補助呪文を習得する。
しょうかんスキルでは「げんま召喚」を覚え、これを使うことでカカロン（回復役に特化）、クシャラミ（回復役だが補助寄り）、ドメディ（魔法攻撃に特化）、バルバルー（物理攻撃に特化）の4種類の幻魔を召喚して戦わせることができるが、幻魔の行動は指示できない。「じわれ」や「ひばしら」といった攻撃系特技も習得できる。スティックスキルは蘇生呪文も使用可能になる。
★遊び人（Ver.4.3）
武器スキル（片手剣スキル・短剣スキル・ハンマースキル・ブーメランスキル）
職業スキル（あそび）
攻撃時に時々追加行動をとる「きまぐれ」という特性を持つ。また、この職業のみ特訓モードへの切り替えができない。それにより、レベルアップで取得するスキルポイントは他の職業より多めになっている。
あそびスキルでは敵味方にランダムで様々な効果を付加させる「あそび」や、「なめまわし」「ぱふぱふ」といった状態異常を付加させる特技が習得できる。
デスマスター（Ver.5.0）
武器スキル（鎌スキル・棍スキル・弓スキル・オノスキル）
職業スキル（れいかん）
回復呪文、蘇生呪文に優れる職業。敵や自分以外の味方が倒れると「デスパワー」が溜まり、これを消費することで専用の技が使える。
れいかんスキルでは「死霊召喚」を覚え、これを使うことでしにがみ、ゴーストらの死霊を召喚して戦わせることができる。こちらは幻魔と異なり、ある程度行動を指示することも可能。
魔剣士（Ver.5.4）
武器スキル（片手剣スキル・両手剣スキル・短剣スキル・鎌スキル）
職業スキル（はどう）
敵にダメージを与えることで「魔の波動」が溜まり、これを消費することで一時的に与ダメージ増加と被ダメージ減少状態になる「闇のヴェール」が使える。
はどうスキルでは「邪炎波」や「暗黒連撃」、「ダークマター」などの闇属性の特技と前方範囲の敵にかかっている強化を消す「いてつくはどう」を覚えることができる。また、ドルマ系やザキなどの呪文も使用可能。
海賊（Ver.6.0）
武器スキル（短剣スキル・弓スキル・ブーメランスキル・オノスキル）
職業スキル（ほうげき）
遠距離物理攻撃に特化した職業。また、バギ系などの呪文も使用可能。
「ほうげき」スキルでは銃や大砲を用いて遠距離からの攻撃ができる。

#### マスタークラス
初期レベルが100となる。マスタークラスに転職するには、特定の職業のレベルを100以上にした上で、マスタークラスを開放するためのクエストをクリアしなければ転職クエストを受けられない。バトル中のコマンド画面に「たたかう」の上に「ひっさつ」に変わって「ゾーン」が出現し、各マスター職に「ゾーン」と呼ばれる一定時間内に能力強化状態になることができる。
ガーディアン（Ver.6.4）
武器スキル（片手剣スキル・両手剣スキル・ヤリスキル）
職業スキル（てっぺき）
初の「マスタークラス」と呼ばれる職業で、転職には戦士とパラディンのレベルを100以上にする必要がある。
「てっぺき」スキルでは「ブラスターフィスト」や「天光連斬」といった光属性の特技や、「メガザル」といった回復呪文、「不屈の鼓動」「天光の護り」といったダメージ軽減特技を覚えることができる。
竜術士（Ver.7.0）
武器スキル（両手杖スキル・弓スキル・スティックスキル・鎌スキル）
職業スキル（ドラゴン）
「マスタークラス」の一つで、転職には魔法使いと魔法戦士のレベルを100以上にする必要がある。
「ドラゴン」スキルでは「マッドブレス」や「竜の脈動」といった竜の力を用いた特技や、ゾーン技としてドラゴンに変身して攻撃する「ドラゴラム」を使用可能。「ドガン」といった土属性の攻撃呪文も取得できる。
隠者（Ver.7.5）
「マスタークラス」の一つで、転職には僧侶とレンジャーのレベルを100以上にする必要がある。
「精霊力」を使うことで、仲間が一定のHP以下になるとHPを大幅に回復する特技「トライアミュレット」「ヒーリングドリーム」を持つ。また、「ベホマズン」といった回復呪文も使用できる。

### 二刀流システム
バトルマスターと踊り子が使える。
二刀流の仕様
二刀流時はつよさから確認できるパラメータの攻撃力が二刀流時は「攻撃力・右」「攻撃力・左」の2つ表示される。
左右違った武器種を装備した場合「とくぎ」は右手の武器のものしか使用できないが、スキルは右手左手それぞれで発動する（例：右手にハンマー、左手に片手剣を装備した場合、片手剣スキルラインの「行動間隔短縮」は発動する）。
攻撃力・右＝「ちからの100%」＋「右手の装備している武器の攻撃力」＋「右手の武器スキルによる補正」
攻撃力・左＝「ちからの50%」＋「左手に装備している武器の攻撃力」＋「左手の武器スキルによる補正」
左手武器の錬金効果の発動に関しては効果により発動の有無が違うので公式が回答している。
二刀の極意の仕様
Ver.6.1で追加された。右手に装備している武器種の武器スキルラインの二刀の極意のみが適応される。
「二刀の極意」「二刀の極意I」がセットされている場合「ちからの50%」を「ちからの75%」で計算する。
「二刀の極意II」がセットされている場合「ちからの50%」を「ちからの100%」で計算する。

### 装備
装備品は「そうびぶくろ」に入れられ、装備しているものを含め初期状態で25個まで持ち歩くことができる（Ver.5.0で50個に変更）。クエストを行うことで最大175個まで持ち歩くことができる（Ver.1.1で25個追加。Ver.1.5[後期]で25個追加。Ver.2.4[前期]で25個追加。Ver.4.0で25個追加。Ver.6.0で25個追加）。
- 武器
「みぎて」と「ひだりて」に装備が可能で、今作では職業ごとに持てる武器が決まっている。スキルがある武器か素手（格闘スキルで強化される）に限られるが、どの職業でも3種類以上の武器を使用することが可能となっている。片手の武器（および格闘）は両手武器よりも攻撃力が低いが、「ひだりて」に盾を持てる[注釈 23]。両手武器（両手剣、両手杖、棍、オノ、ヤリ、ムチ、ツメ、弓、鎌）は、「みぎて」と「ひだりて」の両方を使うため左手が使えなくなる。二刀流の武器は「ひだりて」に装備される。

- 盾
全職業で装備可能な盾と盾スキルのある職業で装備可能なものがある。大盾は戦士、パラディン、魔法戦士、魔剣士、ガーディアンのみが装備できる。

- 防具
防具は、「アタマ」、「からだ上」、「からだ下」、「ウデ」、「足」の5部位に分かれている。その職業に対応した部位を装備できる。男女別で装備が違うセットもあるが、性能差は全く存在しない。

性別を変更したいという意見が多かったが上の許可が下りず、暫定として処置としてVer.4.2から一部の男女別だった装備が性別関係なく装備可能になった。これにより男装、女装が可能となった。これ以降、明らかに女性用装備でも男性で装備できるようになり、男性用装備があまり作られなくなった。これは性別に関係なく装備できるようにするためには、異性の装備グラフィックなどを新規で作らないといけないため、作るとその分新しい装備品を作る時間がなくなってしまうためであると齋藤力が答えている[73]。広場の提案では装備名は同じ防具でも装備すると男性はズボン、女性はスカートになるなどの性別専用グラフィックに変えてほしいという意見が8割を占めている[74]。

- アクセサリ
アクセサリーは「顔アクセ」、「首コーデ」、「指アクセ」、「他アクセ」の4部位に分かれている。Ver.1.4で「職業の証」（他アクセから独立）が追加された。Ver.2.0で「胸アクセ」、「腰アクセ」、「札アクセ」、「顔コーデ」が追加された。Ver.5.0で「紋章」が追加された。Ver.7.0で「こころ」が追加された。

- 職人どうぐ
装備することで職人ギルドで生産・強化が行える。

- 釣りどうぐ
「釣りざお」と「ルアー」をそれぞれ装備することで釣りが行えるようになる。

- かさ
Ver.2.0に追加された。「かさ」を装備することで傘を装備した見た目にすることができる。

- 火つけ棒
Ver.3.5[後期]に追加された。装備することで棒を持った見た目にすることができる。装備した状態で特定のモンスターを倒すことで火を灯すことができるようになる。

- 使い込み・店売り不可システム
Ver.4.0からモンスターが装備品を落とすようになった。この方法で入手したものは店売り、バザー、後述する装備品使い込み度システムを使用することができない。

- 取り引き不可システム
アクセサリーや一度装備した装備は自分だけのものとなり、他のプレイヤーに渡したり、バザーに出品したりすることはできない。

- 錬金効果システム
職人のツボ錬金とランプ錬金の技能により、部位ごといくつか選択できる能力を付与することができ、ここに単に部位が多いかどうかではないDQXの特色がある。たとえば足装備は職人の錬金によって、戦闘中の攻撃を回避する「みかわし率」、攻撃の間隔が短くなる「すばやさ」、「移動速度」、状態異常を回避する「転びガード」と「踊りガード」、戦闘中に相撲で押し負けない「おもさ」、おもにスーパースターの能力を高める「おしゃれさ」などの能力を選んでつけることができ、プレイヤーは自分が想定する敵や状況を意識して、重要と考える足装備を購入する。したがって、同じ名前の装備としても機能とその性能の高さはまちまちとなり、そこに装備のバザーでの価格の高低も反映される。

- 装備品使い込み度システム
Ver.1.2より追加されたシステムで、特定のクエストをクリアした後は同格以上のモンスター（魔法の迷宮内では格下でも可）を倒すと装備品の使い込み度が上がるようになった。使い込み度が100になった装備品は素材屋で「汗と涙の結晶」を取り出すことが可能。ただし、結晶を取り出した装備は消滅するため、結晶を取り出さずに装備を使い続けることもできる。取り出せる結晶の数は装備品のレベルや付与されている錬金の数・レベルで増える。
Ver.3.1より使い込み度が50以上で結晶抽出が可能になったが、本来の個数の使い込み度の%分しか取り出せないが、抽出数1の場合は50%でも1個抽出可能。「汗と涙の結晶」は高レベルの職人生産や錬金に必要となる素材であるため、バザーや取引で売却可能。

### スキルシステム
レベルアップなどで取得したスキルポイントを振り分けて「とくぎ」や「じゅもん」などのスキルを習得できるシステム。
- スキルポイント
Ver.1.1により、「やりなおしの宝珠」「職やりなおしの宝珠」「全やりなおしの宝珠」といったアイテムによるスキルポイントの振り直し可能となった。
Ver.1.2により、特訓モードが実装されより多くのスキルポイントを獲得できるようになった。
Ver.2.1からはスキルポイントを120Pまで振れるようになるクエストが実装された[75]。また、任意の職業スキルまたは武器スキルにポイントを振れるマスタースキルポイント（アイテム「スキルブック」によって追加される）が実装された。
Ver.5.0より、スキルシステムが変更になり職業ごとに振り分ける形式になった。また、職業クエストをクリアすることでその職業のスキルライン全部に強制的にスキルポイント＋20（最大＋100）される仕様になった。デメリットとして戦闘で使用していない武器スキルラインにもスキルポイントが振られるため大量の不要スキルがバトルコマンドに表示されることとなった。現状はユーザーが表示設定で非表示にし手動で並び替えることで対応するしかない。

- 武器スキル
各職業が装備できる武器に関連するスキルが習得できる。転職した場合には職業スキルで獲得した特技の一部は使用不能となる。また、武器スキルで獲得した効果（攻撃力アップなど）や特技はその武器種を装備している場合にのみ反映される。
Ver.5.0より、武器スキルを各職業で個別に扱うようになったある職業の武器スキルラインの振り分けによって取得したスキルが、他の職業には影響しなくなった。また、特定の職のみの独自のスキルを持つ武器スキルラインも登場している。

- 職業スキル
職業専用の職業スキルが習得できる。全職業に反映されるパッシブスキルと、その職業でしか使えない専用スキル（専）が存在する。攻撃時○%で状態異常付与などの武器の基礎・錬金効果は職業スキルの特技・呪文・タロットでは発動しない。職業スキルは武器を使って攻撃していないからであると説明されているが、武器の攻撃力などはきちんと反映されている。

- チャージスキル
Ver.2.1から追加された。チャージタイムをもつスキル（以下CTスキル）は、戦闘開始から設定されている時間を経過しないと使うことができない。また、同じCTスキルを再度使用可能にするには設定されている時間を経過しないと使うことができないため連発はできない。「チャージタイム短縮」の状態変化をかけることで短縮が可能。例として海賊の「大砲置き」はチャージタイム短縮することで連発が可能である。

- 特訓モード
Ver.1.2から追加された。遊び人以外の職業は特訓モードに切り替えることにより、経験値が入らなくなるが、対象のモンスター（モンスター図鑑に「TARGET」という表示があるもの）を倒す毎に特訓スタンプを獲得でき、そのスタンプの累計に応じてスキルポイントをもらえる。

### 達人のオーブ
Ver.3.0より追加されたシステム。レベルアップやスキルポイントとは別にキャラクターを強化できる。火水風光闇の石版に宝珠をはめていくことで、ステータスや耐性、特殊効果や特技の強化をしていく。オーブに経験値を貯めていくことでレベルが上がり、より強化できるようになる。Ver.5.2より石板の概念がなくなり、各属性の宝珠に直接達人ポイントを割り振っていく方式となった。

## クエスト
『IX』同様、さまざまなクエストを受注することができる。一度クリアしたクエストは再度受注することができるが、成功報酬は初回のものと異なる。

### メインストーリー
簡単なおつかいから、本編ストーリーを補完するものまであり、大型アップデートや中間アップデートで追加される。Ver.1.3より「日替わり討伐クエスト」が加わったため、こちらは「ストーリークエスト」という名称となった。Ver.2.1からは本編のストーリー（メインストーリー）がクエストの集合体となり「メインストーリー」という名称になった。それ以外のストーリークエストは「サブストーリー」と区別されている。

### 職業クエスト
各地の外伝や職業にまつわるエピソードを扱ったストーリークエストは全5話の連続ものとなっている。職業クエストは受注条件が該当職のレベル30以上で、3話までの報酬が職業専用装備、4話が必殺技、5話が「証」となっている。かつては受注レベルが1話ごとに5刻みで上がっていったが、Ver3.5で廃止され全話レベル30以上で受注できるようになった。Ver5.0以降は固定のスキルポイントが全スキルに1話につき20得られるようになった。

### サブストーリー
- ミステリークエスト

これまでのクエストとは違い、人々の話を聞いて推理をする謎解きに特化したクエスト。プレイヤーに謎解きを楽しんでもらうため、クエストの内容を明かすなどのネタバレや動画配信を禁止している。

- 妖精図書館シリーズ

人々の記憶が詰まった本の集まる妖精図書館に新しく現れたタイトルの消えた記憶の本の中に入り、本の登場人物となって記憶を呼び覚ます。探索、戦闘共に謎解きの要素が強い。

### ランダムクエスト
- 日替わり討伐クエスト
Ver.1.3より実装。大きな街の入口にいる討伐隊員から討伐対象モンスターを選択して受注、指定場所で指定数を討伐して報告すると討伐ポイントに応じて経験値とゴールドが貰える。受注できる討伐対象モンスターは討伐隊員のいる街が小国（グレン、ジュレット、ガタラ、アズラン、オルフェア）か大国（ガートラント、ヴェリナード、ドルワーム、カミハルムイ、メギストリス）かで異なる。仲間がいる状態だと討伐依頼リストが共有される。当初は仲間内で一番名声値の高い者の依頼リストだったが、Ver.1.5からはリーダーの依頼リストに変更された。
- 週替わり討伐クエスト
Ver.2.3からは偽りのレンダーシアの三門の関所で、Ver.3.0からは真のグランセドーラで週替わり討伐クエストが受けられるようになった。こちらは討伐ポイントが10万超と多いが、ゴールドと名声は貰えない。
- 依頼書クエスト
Ver.1.4より実装。配送中に紛失した討伐依頼書がモンスターのドロップアイテムとして入手できるようになった。各地のNPCからの依頼となっており、モンスターや報酬はさまざま。討伐後にレンドアの討伐隊本部へ報告に行くと報酬としてアイテムが貰える。クエストを受注するか否かは任意（仲間を組んだ状態だと、仲間も受注可能になる）で、依頼書は討伐隊本部で売却したり、バザーに出品可能。依頼書の★数によってモンスターはある程度決まっているが、報酬はピンキリで、レアアイテムなどがある一方、割に合わない報酬（対象が強敵・希少相手であっても、報酬が安価なものであったりするなど）の場合もある。
オフライン版では冒険者の酒場にて他のプレイヤーをフレンド登録し、そのキャラクターを討伐に向かわせて時間が経つことで達成できる。
- 借り物クエスト
Ver.1.3より実装。対象のNPCに対し自身か仲間（サポートなかまは不可）がそのNPCが指定する、しぐさ（グレン城下）、称号（オルフェア）、装備セット（ジュレット）、職業（アズラン）、職人（ガタラ）、を見せると1日1回「ふくびき券」を貰える。当初はストーリークエストに分類されていたが、Ver.1.5よりランダムクエスト扱いとなった。

### 期間限定クエスト
クエストのIDが存在せず、ゲーム内で「期間限定」のカテゴリーに分類されるクエストがこれにあたる。イベントクエストは異世界からの来訪者による依頼が多い。
- 神話篇
Ver.1.2.2以降のアップデートで追加されている、アストルティア全土を巻き込んだクエスト。Ver.1.2.2/1.3/1.3.3でそれぞれ『予兆』と呼ばれるかつてない強敵の復活を示唆するストーリーが展開され、Ver.1.4から本格的なストーリーが始動した。『予兆』のクエストは大型アップデートで前回配信されたものが終了した。特定クエストでは2組のパーティが同盟を組むことでパーティチャットが2組合同になるほか、ボス戦ではシリーズ初の最大8人同時戦闘が可能となった。画面右下のキャラクターアイコンには同盟相手は表示されないが、（ページ切替で）同盟パーティのメンバーを指定して呪文・スキルを施すことができるほか、パーティ全体に効果のある呪文・スキルは同盟パーティのメンバーにも反映される。

- 美の競演!アストルティア・クイーン総選挙!＆アストルティア・ナイト総選挙!
毎年2月上旬、3月上旬に開催されるバレンタインデー、ホワイトデーイベント。クイーンおよびナイト候補としてエントリーされた作中の男性および女性キャラクター数人の中から、プレイヤーたちが投票でクイーンおよびナイトを選出する。

| 年度   | 歴代クイーン     | 歴代ナイト     |
| ------ | ---------------- | -------------- |
| 2013年 | マイユ           | ヒューザ       |
| 2014年 | ミシュア         | ザンクローネ   |
| 2015年 | 合成屋リーネ     | カンダタ       |
| 2016年 | エステラ         | ラウル         |
| 2017年 | セラフィ         | ヒューザ       |
| 2018年 | ヒストリカ       | ヒューザ       |
| 2019年 | 勇者姫アンルシア | ヒューザ       |
| 2020年 | ヴァレリア       | 城主ダストン   |
| 2021年 | イルーシャ       | ナジーン       |
| 2022年 | ウェブニー       | ラグアス王子   |
| 2023年 | メレアーデ       | プクラス       |
| 2024年 | レクタリス       | ギルガラン王子 |
| 2025年 | マローネ         | パドレ         |

- 知の祝祭
本作にちなんだクイズに答えていくイベント。公式サイトに記載されているプレゼントの呪文で入手できる招待券を持ち、開催日の受付開始から開始時間までに参加手続きを行わないと参加できない。

## バトルコンテンツ
プレイヤーが何度も挑戦し楽しむことができるバトル系のエンドゲームコンテンツで、一般的に「エンドコンテンツ」と呼ばれる。
この中で難易度が高いコンテンツ（常闇の聖戦・聖守護者の闘戦記・深淵の咎人）はハイエンドコンテンツと呼ばれている。

### 強ボス
メインストーリーに登場した各地のボスモンスターと再戦でき、討伐報酬として各色のオーブが貰える。モンスターは強化バージョンとなっており、難易度が上がっていることから「強ボス」と呼ばれる。魔瘴による幻影という設定だったり、ストーリー上では弱体化されていたため本来の実力ならこうであったとされている。ストーリー上とは違う編成で登場するものもあり、他の中ボスや関連性のあるキャラクターとセットで登場するものがある。報酬のオーブはVer.1.2より各ボスにつき1日1回。
当初はストーリー上で戦ったのと同じ場所まで出向く必要があったが、Ver.2.2後期のクエストで「強戦士の書」を手に入れると、現地まで行かなくても「強戦士の聖域」という場所でほとんどの強ボスと戦うことができるようになった。

### 魔法の迷宮
入るたびに構造が変わるダンジョンを探索し、最深部にいるボスを討伐するコンテンツ。入る方法は「まほうのカギ」「ドロシー」「ロスターのお題」の3種類あり、入り方によってダンジョン構成やルールが異なっている。

#### まほうのカギ
Ver.1.2の新クエストでファーラットのロンデと契約し、「だいじなもの」から「まほうのカギ」を使用することで行ける。オートマッチングコンテンツ。プレイヤーキャラクターの強さ・職業に応じて仲間が自動的にマッチング（該当者が足りない場合はサポート仲間が呼ばれる）され、パーティーの強さに応じて迷宮のモンスターたちの構成も異なる。40分の制限時間を超えると強制終了となり、アストルティアに戻される。1日何度でも挑戦が可能。2-4階は全てのモンスターを倒すと次のフロアに続く扉の封印が解かれる。「まほうのカギ」を迷宮内で用いることで中途退場も可能だが、その場合は30分間再挑戦が不可能となる。Ver.1.3からは自分以外の3人全員がサポート仲間であった場合に限り、この30分間のペナルティが適用されないように変更された。なお、全滅した場合でも所持金が減るといったペナルティは発生しない。Ver.1.5からは高レベルの迷宮では一本道の短いフロアがランダムで登場するようになり、魔軍12将の一部や、あくまのきしが単独で出現することがある。Ver.2.1からは3階は必ず短いフロアとなった。また、近年はサポート仲間が装備無し、スキル無し、アクセ無しいった弱小の訳有りが来ることが多く、問題視され、改善要求が出されている。
- 種族神像の間
迷宮最初の間で、アストルティア5大陸の種族神をかたどった像がまつられている。
種族神像にコインまたはカードを捧げると、対応したモンスターが迷宮の主の間に現れたり、投入したコインに応じたモンスターがいる隠し階が現れる。当初は1種類ずつしか入れることができなかったが、現在では一人一枚ずつ投入できる。またver3.2より、「『身代わりのコイン』を捧げることで捧げたコインが全滅してもなくならない」「同じコイン（レアボス・メタボス・練習札は対象外）を4つまで捧げられるようになる」などの変更がなされた。また、無断でボスカード投入が相次ぎ、離脱したらペナを受けて入れないという声が上がったため、ここでの離脱はペナルティ無しになったが、ボスコイン投入しないと抜ける、または普通に回りたい者がボスカードを入れられたら抜けるという事象が発生しているが、これらは投入確認を取らない、コミュニケーションを取らないことで起きている他、ロスターやドロシーを活用しないことで揉めた事象である。ロスターからの入場はボスコインを入れないと進めない。

- モンスターが住み着いている階層
2階 - 4階に当たる階層。階層内の全てのモンスターを倒すと次の階層に進めるようになる。Ver.1.3から「チャレンジフロア」「ラッキーフロア」が実装された。稀に2-4階がチャレンジフロア（特技や呪文が使えないの制限、呪い状態のハンデキャップがある）やラッキーフロア（お金5倍、経験値2倍、会心率10倍、テンションバーンなど）になる。クリアすると普段より豪華な報酬が貰える場合がある。Ver.2.1から「メタルフロア」が実装された。稀に2-4階で同一階層のモンスターが全てメタル系となる。チャレンジ/ラッキーフロアと重複することもある。

- 隠し階
「迷宮の主の間への道」の直前に稀に現れる部屋。メタル系のモンスターや（ちいさなメダルを持った）わらいぶくろ、ゴールドマンといったレアモンスターと戦うことができたり、宝箱が大量に設置されている場合もある他、これらがまとめてくるきこともある。なお、ドロシー、ロスターからの入場では隠し階は出ないが、非ボス系のコイン入れた場合は出現するが+αはない。

- 迷宮の主の間への道
最後のフロアの直前にある廊下。稀にトルネコ、ミネア、カンダタ、テリーが登場する。
トルネコからは買い物ができる。ミネアからはタロットで占いをしてもらい、一定時間出たカードに応じた効果が自分に生じるほか、ボスカードを一枚貰える。また彼らからは手紙を出すよう頼まれるクエストもある。カンダタはお金、メダル、回復道具が貰える。テリーはボスコインを渡すことで、討伐してもらえ、次回討伐報酬が貰える（後に脱出後にロンデから渡してもらえるようになった）。なお、カンダタはみちびきの香水を使わないと出現しない。

- 迷宮の主の間
強力なモンスターを倒すと迷宮はクリアとなり、ふくびき券が入手できる。最後のフロアにいるモンスターの多くはかつて「不死の魔王」に仕えていたモンスターたちの幹部で「魔軍12将」と称される。不老不死の力を得てロンデの故郷・モコモコの楽園を迷宮へと変化させ棲みついたが、不死の魔王が勇者に倒された際に「叡智の冠」と呼ばれる賢者の集団に封印されたとされる。

#### ドロシー
Ver.1.5中期からはドロシーに話しかけることでも魔法の迷宮に行けるようになった。オートマッチングはない。「まほうのカギ」を使用した場合の魔法の迷宮とは異なり「種族神像の間」でコインまたはカードを捧げないと先に進めない。基本的に「種族神像の間」「迷宮の主の間への道」「迷宮の主の間」のみで構成される。ボスに対応したコインまたはカードを所持しているとサポート仲間（もしくは既に組んでいるパーティ）と迷宮に入れる。Ver.2.3後期にはメタル迷宮招待券を渡すことで全てのフロアがメタルフロアかつラッキーフロアになる「素敵なメタル体験」が利用可能になった。

#### ロスターのお題
毎月2回お題が変わる。オートマッチングコンテンツ。初期のコインをロスターに捧げることで投入者は4つの赤箱が出る他、負けてもコインは返却され、勝利時は初回報酬として福引券と経験値が貰える。何回でも挑戦できるが初回報酬は1回限り。いわば後発利用者への緩和政策だが、マッチングについては通常迷宮と同じなので、スキルなしアクセ無しのサポート仲間が来る他、未投入のお手伝いで行く場合は最高レベルの職業に限られる。

### フィールド強敵
Ver.2.3より実装された。【ダークネビュラス】【キラークリムゾン】【大魔獣イーギュア】の3種類いる。通常のフィールドにいるモンスターなので対策なしに戦ってしまうと全滅しかねない。

### 不思議の魔塔
Ver.3.0で実装された。1 - 4人で挑むことができる。塔の外で雇ったサポート仲間は連れていけない。『ほかの冒険者と行く』（オートマッチング）、『サポート仲間といく』（不足人数分、NPCのサポート仲間が自動的にマッチングされる）が選べる。モンスターを倒しながら、上の階を目指していくダンジョン。挑戦する度レベルは1からスタートし(塔から出た時に元に戻る)、アイテム、ゴールドは持ち込めず、各階層にいるボスモンスターを倒して次の階層へと進んでいく。
Ver.6.0でリニューアルされた。1人プレイ専用になった。

### コロシアム
Ver.1.5後期よりコロシアムがプレオープンし、4対4の対人戦がプレイ可能となった。各人100ポイント持っており、相手チームのプレイヤーを倒すことでポイントを奪って行く。倒されたプレイヤーは20秒後にスタート地点で復活するが、それまでに味方が蘇生すればポイントは相手チームに渡らない。5分経過後に合計ポイントが多いチームが勝利（同点はサドンデス）。
Ver.2.2後期よりグランドオープンし、ワールドランキングや季節毎のバトルグランプリでランク上位に入ると報酬がもらえる。

### ピラミッドの秘宝
レンダーシアのデフェル荒野にあるピラミッドを探索することで、お宝を入手できるコンテンツ。初回は、ヤヨイからクエストを受注する必要がある。
ピラミッド内にある霊廟（当初は六ヶ所だったが、順次追加され、現在は九ヶ所）を探索すると「秘宝の守護者」というモンスターが次々と登場する（霊廟ごとに構成が異なり、一群を倒すか一定時間経過すると次の一群が登場する）ため、それらを一掃するとクリアとなる。各霊廟の終盤には名前にファラオを冠したモンスターが登場する（複数登場する霊廟もある）。クリア後に棺を調べると手に入る「黄金の秘宝?」をヤヨイに鑑定してもらうと、ランダムでアイテムが確定する。秘宝は毎週日曜朝には復活する。
Ver.2.1からは霊廟に入る際にプレイヤーの探索状態が表示されるようになった。また、その週に探索済みのプレイヤーも「初めての探索」か「（その週は）探索前」のプレイヤーに同行して霊廟をクリアすると、「小さな黄金の秘宝?」が手に入るようになった。

### 試練の門
各地の洞窟や門などに立ちはだかり、謎の空間で強力なモンスター（各地で異なる）を出して冒険者の力を試す。大半の試練の門はストーリーの展開上、通過のために倒さなくてはならないが、強力である分、獲得できる報酬（経験値、ゴールドなど）は多い。
突破した門は毎週日曜朝には復活していたが、Ver.2.3以降は倒すと復活しないようになった（「強戦士の書」で再戦可能で、倒すと翌週日曜朝に復活する）。

### 王家の迷宮
プレイヤーとアンルシアとで攻略するダンジョン。Ver.2.2後期でシナリオを進めていくとプレイ可能となる。なかまモンスター一体を連れて行くことも可能。階層は13階層。通常の13階層をクリアするとアナザーモードがプレイできる。アンルシアはここでの戦闘のみ経験値が入り、レベルアップできる。迷宮へ挑戦するためには勇気の輝石（初回時に30、毎週日曜朝6：00に15追加される）を3つ消費する。
迷宮内では「勇気の輝き」（1秒毎に1ポイント減少）が尽きるまでに2つの領域を突破し、ボスを倒すとその階層がクリアとなる。勇気の輝きの初期値は通常モードで200。迷宮内では勇気の輝きを消費して「ゆめみの宝箱」を手に入れることができる。クリアすると迷宮内で入手した「ゆめみの宝箱」が「うつしよの箱」に変わり、中のアイテムを取り出せるようになる。
敵モンスターを倒すと「勇気の輝き」がある程度回復するほか、「光の霊玉」を獲得する。第2領域およびボスの領域では直前の領域で獲得した「光の霊玉」の個数×30の「勇気の輝き」で行動する。領域の間にある休息の地には魔人がいて、「勇気の輝き」を代償にさまざまな恩恵が受けられる。

#### 心層の迷宮
Ver.5.2から追加された王家の迷宮のさらなるバージョン。王家の迷宮入口の棺から突入する。
基本は王家の迷宮と変わらないが、「勇気の輝き」が時間経過で消費せず、「ゆめみの宝箱」入手で0になっても強制退去もされない。王家の迷宮では手に入らない「ゆめみの極箱」が入手でき、極箱には輝石のベルトの+4 - 5が入っていて限界値も天箱以下より大きい。迷宮はそれぞれ、「ゆめみの宝箱」入手量、経験値取得量、G取得量が高い3か所から選べる。

### モンスター・バトルロード
仲間モンスター3体（うち1体は手動で操作できる）と他のプレイヤーから借りた1体の計4体で、敵のモンスターチームと戦う。
Ver.2.3後期よりアラハギーロ王国でオープン。挑戦できる権利は1日1回追加される（スタート時は30回）。バトルロードでのみだが、手に入れたモンスターバッジを装備するとモンスターは強化される。

### 常闇の聖戦
Ver.3.1後期より実装された。難易度I（弱い） - V（最強）の強さが用意されている。Ver.6.1現在ではIIくらいまでならサポート仲間でも攻略可能な難易度となっている。

### いにしえのゼルメア
Ver.4.1より実装された探索コンテンツ。「謎の遺跡島」内の遺跡を探索し、高レベル帯の防具の入手を目的とする。職人作業で防具を制作するのが大変なライト層にありがたいコンテンツ。

### 聖守護者の闘戦記
Ver.4.1より実装された。日ごとに強さが違っている。

### 万魔の塔
Ver.5.0より実装された。一 - 五の災壇（Ver.5.4で四、Ver.6.1で五の災壇が追加）に入り、次々と湧き出るモンスターを倒していき、7 - 11分（特定のボスモンスターを倒すことで1分ずつ追加）の間生存、あるいは完全撃破を目指し、撃破時や死亡回数などに応じたスコアを稼ぐコンテンツ。

### 輝晶獣
Ver.5.1より実装された。輝晶獣は全3種類いる。討伐素材を集めることで武器と盾に「輝晶効果」をつけることができ、さらなる強化を行うことができる。

### 異界アスタルジア
Ver.7.0より実装された。これまでの冒険で出会ったNPCを召喚し、彼らと共に攻略するダンジョンであり、「王家の迷宮」に近い。モンスターを倒すと手に入るアスタルジアの欠片を消費することで仲間を増やすことができる。最奥部にいるボスを倒すとこころの結晶を入手でき、これをNPCに渡すことで「こころ」を手に入れることができる。
Ver.7.3現在仲間にできるNPCは、アスバル・イルーシャ・ヴァレリア・エステラ・シンイ・ヒューザ・ユシュカ・ラダ・ガート・ハクオウ・リナーシェ・ユーライザ・ギルガランの12名。

### バトルトリニティ
Ver.4.4より実装されたバトルコンテンツ。1チーム5人×3勢力（15人）でポイントを競い合う。ジュエルを集め自軍のトライロックに納品することでポイントに加算される。実装当初からラグが酷く、表示されているジュエルを取得できない、ノンターゲティング方式のスキルが表示上では当たっているのに当たっていないなどの様々な問題を抱えている。試合開始まで40秒間待機時間が用意されているが、回線速度やロード速度が遅いプレイヤーがいると「合流が遅れているプレイヤーを1分待ちます」とメッセージが流れ、開始まで2分弱待たされる場合もある。
- バトルトリニティ対抗戦
不定期で開催されるクラブ対抗戦。「天狐アマツカゼ」「ガタラアームズ」「グレンドラゴニア」「ブルートライデント」「オルフェアリーズ」の5つのクラブに分かれて競う。

### パーティ同盟バトル
複数のパーティが同盟を組み挑むバトルコンテンツ。
- まもの博士の研究レポート
Ver.3.1前期より実装されたバトル系コンテンツ。プレイヤー1人となかまモンスター1匹を1組とし、4組（最大4人+4匹）で挑むコンテンツ。

- 邪神の宮殿
Ver.3.2前期より実装されたバトル系コンテンツ。最大2パーティ（最大8人）で職業、武器、とくぎなどを制限された条件下で強敵の討伐を目的とするコンテンツ。

- アストルティア防衛軍
Ver.4.0より実装されたバトルコンテンツ。最大2パーティ（最大8人）で次々と現れるモンスターを相手に、10分の制限時間内に「防衛結界を守り抜く」または「ボスを討伐する」ことが目的のコンテンツ。報酬で最高レベルの武器が手に入る仕様のため、職人作業で武器を制作するのが大変なライト層にありがたいコンテンツ。

- フェスタ・インフェルノ
Ver.5.5後期より実装されたバトルコンテンツ。最大2パーティ（最大8人）でボスに挑戦するコンテンツ。

- 源世庫パニガルム
Ver.6.0より実装されたバトルコンテンツ。最大3パーティ（最大12人）で最深部のボスに挑むコンテンツ。DQ9のラスボスである「堕天使エルギオス」が登場している。

- 深淵の咎人たち
Ver.6.1.2より実装された。

- ヴァリーブートキャンプ
Ver.6.4より実装されたバトルコンテンツ。ソロで挑むことも可能で、その場合は同じ職業のサポートなかまが自動的に加入する。

- 昏冥庫パニガルム
Ver.7.1より実装されたバトルコンテンツ。源世庫パニガルムと異なり、探査を行わずに直接ボスとバトルを行う。

## その他のコンテンツ

### 職人
アストルティア各地にある職人ギルドに所属することで、武器・防具・家具・職人道具の生産・強化が行えるシステム。レベル10の職人になると一人前とみなされ、他の職人に転職することはできなくなるが、新職人が追加される際には職人変更許可証が配布される。また、3.0からはちいさなメダル100枚と職人変更許可証が娯楽島ラッカランで交換可能。
ミニゲームによりアイテムを作成するが、各種素材が必要なほか、ミニゲーム内の行動には集中力を消費する。職人経験値を貯めると職人レベルが上がり、集中力が上昇するほか、作成に有利となる「とくぎ」を習得していく。
ギルドからの依頼を消化したり、製作品を売ってお金を得られる。自作装備品を他者が錬金、使用で職人としての評判が上がっていく。
失敗、成功、大成功、パルプンテ（錬金のみ）の4つがある。大成功品は★3装備品、家具・庭具は色違いか特大サイズができ、錬金では数値がさらにプラスされるほか、結晶抽出数にも影響する。料理の場合は効果が大幅アップする。
Ver.5から古い武具の中から決められた素材アイテムの数を必要最低限まで変更されるようになり（例:げんま石50個→5個、プラチナこうせき30個→10個etc）、5.3から覚えているレシピのメモをそのまま買えるようになった。
オフライン版は代わりにふしぎな鍛冶システムがあり、れんきんがまの仕様変更により職人に所属できない。
武器鍛冶（グレン）
片手剣、両手剣、短剣、ヤリ、オノ、ツメ、ムチ、ハンマー、ブーメラン、鎌、家具（七夕イベント）を生産。
防具鍛冶（ドルワーム）
主に金属製の防具と盾が生産。
木工（カミハルムイ）
両手杖、スティック、棍、扇、弓や木製家具、釣竿を生産。
裁縫（ジュレット）
草木や布を用いた防具や家具を生産。
ツボ錬金（レンドア）
武器防具に攻撃力、会心力といった物理的な効果を付与。
ランプ錬金（ラッカラン）
武器防具に攻撃魔力、回復魔力といった魔法的な効果を付与。なお、ランプとツボについては失敗の効果は大幅ダウンで残る。パルプンテの効果では全ての枠を埋め尽くす他レアドロップや魅了といった通常では付かない効果がつくことがある。
道具鍛冶（レンドア）
職人道具や家具、ルアーを製作。
調理（オルフェア）
プレイヤーに特定時間さまざまな効果を与える料理アイテムを生産。Ver.2.1より実装。

### カジノ
Ver.2よりカジノがオープンした。ポーカー（ビデオポーカー）、スロット、ルーレットに加え、Ver.2.3ではビンゴ、Ver.3.0ではすごろく、Ver.3.3ではスライムレースが追加された。
カジノコインは1枚20Gで購入できるが、最大で1000枚までしか購入できない。ビンゴは毎週配布されるビンゴカード、すころくは毎週配布されるカジノプレイチケットで参加する。景品として、きせきのカード、バニースーツなど、カジノでしか入手できないアイテムも用意されている。

### 釣り
Ver.2.1（追加ディスクは不要）より追加された遊び。港町レンドアにいる釣り老師ハルモスよりクエストを受注することで釣りができるようになる。
釣りをするには「釣りざお」と「ルアー」が必要で、それぞれ使用回数限度がある（クエスト受注で初回のみもらえる）。町や地域マップの水辺で釣りができるが、場所によって釣れる魚が異なる。「くいつき度」が0になると魚に逃げられてしまうため、それまでに魚を引き寄せて、距離が0になると魚を釣り上げられる。魚を釣る毎に釣り経験値が貯まり、釣りレベルを上げていくと魚を引き寄せる力が上がるほか、性能の高い釣りざお・ルアーの使用が可能となる。
釣った魚は自宅の水槽で飼えるほか、各街にいる魚交換員と「おさかなコイン」に交換が可能。「おさかなコイン」を貯めるとさまざまな景品と交換できる。
不定期で「旬の魚」を釣り上げて大きさを競う「フィッシングコンテスト」が開催されている。このコンテストにはすしざんまいが協賛しており、上位入賞者にはお食事券などがプレゼントされる。

### 七不思議
Ver.1.5中期より追加された。アストルティア各地で稀にみられる現象をカメラで撮影してドルワーム水晶宮にいる研究者のドクチョルに報告するもの。

### アスフェルド学園
Ver.3.4前期より実装された。アスフェルド学園の生徒として学園内を行動する。レベルや経験値は学園外とは全く別のものになり、アイテムやゴールドも学園外とのやり取りはできないなど、独立性の強いコンテンツである。経験値は「願いの想域」と呼ばれる武道場に出現する敵や、教練、学園内におけるストーリーボスを倒すことによって得られる。戦闘時におけるスキルは、教室で授業を受けるか、武道場にあるスキルノートを取得することによって得られる。
真のレンダーシアにある名門校・アスフェルド学園で、ある日突然多くの教室が封印されてしまい、学園長の意向により転校生として招かれる。学園の仲間たちとともに封印を解いてゆき、その原因を探る。全12話構成。

### バトエン
Ver.4.0より実装されたバトルえんぴつによるミニゲーム。Ver.4.0現在「●」と「★」の2つの属性で形成されており、「▲」は実装されていない。

### 大富豪
Ver.5.2より実装されたミニゲーム。単なるトランプゲームの大富豪。独自ルールとして、スペードを出した枚数分スライムが出現し（8匹になる前にジョーカーが出るとリセットされる）、これを8匹集めることで革命となる「スライム革命」、自分の順番が来た際に捨て札からランダムで1枚起き上がり、好きな手札1枚と交換できる「なかまカード」がある。トランプの絵柄やゲーム中のボイスはトランプポイントやイベントで得られるアイテムで変更可能。不定期で大富豪決定戦〇〇杯が開催される。

## 目覚めし冒険者の広場
本作の公式プレイヤーズサイト。最新情報やメンテナンス情報、キャラクターの情報の確認や、あしあと掲示板などを利用したコミュニケーションが可能。

### 提案広場
開発運営スタッフにご意見を提案できる掲示板。以下の注意事項に同意を求められる。注意事項を守らないと処罰の対象となる場合があるのでご注意。
- ゲームへの提案を書いてください。
- 1回の投稿には、1つの内容を書いてください（1つの投稿に複数の案を書かない）。
- 本名や住所などの個人情報を記入しないでください。
- 第三者が見て不快になるような表現はしないでください。
- 個人を特定できる内容の投稿はしないでください。
- 利用規約、ガイドラインに書かれたルールをお守りください。
- ネタバレに該当するものは投稿の際の『件名』に『ネタバレあり』の記載をお願いいたします。

## 冒険者のおでかけ便利ツール
本作との連動機能のあるニンテンドー3DS、スマートフォン向けのツール。
ニンテンドー3DS版
Wii/Wii U版パッケージ内に同梱（またはスクウェア・エニックス e-STOREで発行された）の引き換え番号を使用することでニンテンドーeショップから2012年8月22日より無料でダウンロードが可能。ナビゲート役は『IX』に登場したロクサーヌが勤める。
2015年3月にサービス終了した。
スマートフォン版
2013年6月24日にAndroid版が、同年7月27日にiOS版がリリースされている。基本無料だが有料チケットで登録キャラクターを10キャラクターまで増やせる。
のちのアップデートで『冒険者のおでかけ超便利ツール』に更新された。
機能
- キャラクター情報確認機能 - キャラクターモデルの3D表示も可能。
- すれちがい通信 - 3DSのすれちがい通信機能で、プレイヤー同士がすれちがうことで互いのキャラクターのプロフィールやメッセージを交換し、さらにゲーム内でそのキャラクター同士がすれちがうと「ダブルすれちがい」状態になり、その人数によって特典アイテムが得られる。
- おしらせ確認機能 - 運営スタッフからのお知らせが確認できる。
- フレンド情報確認機能 - ゲーム内でフレンド登録したプレイヤーのログイン状態が確認できる。
- 郵便局機能 - フレンド登録したプレイヤーとメールのやり取りが行えるほか、バザーから来たメールの確認（添付された品の受取は不可）も可能。
- サポート仲間雇われ情報確認機能 - 自分がサポート仲間として登録したキャラクターの状況が確認できる。
- 旅人バザー閲覧機能 - ゲーム内で「旅人バザー」に出品されているアイテムを確認できる。
- ライブカメラ - ゲーム内の町に定点設置されたカメラに撮られた静止画（3DSでは立体視表示）がローテーションで表示される。
- 郵便局機能
- 旅人バザー閲覧機能
- おしらせ確認機能

11月8日のアップデートでさまざまな機能が追加されたほか、プレミアムコンシェルジュという有料サービスも新たに加えられた。仮想通貨の「ジェム」（初回500ジェム、毎日ログイン毎に10ジェムが無料で追加されるスタミナ課金方式）を消費することで、以下のような機能を使用できる。
- お花の水やり（レア度、つぼみの数アップ）
- ツール上でのバザーへの出品・落札
- 元気玉をふくびき券に交換
- ツール上でアストルティア各地のふくびきが引ける（プレミアムコンシェルジュ限定のふくびき景品もあり）

### 冒険者のおでかけ超便利ツール
ニンテンドー3DS版
2014年9月4日にはスマートフォン版で追加された機能が使える3DS版『冒険者のおでかけ超便利ツール』が配信開始された。引き換え番号はなく公式ホームページで公開のQRコードを読み込むことでダウンロード可能。

2021年11月11日にニンテンドー3DS版『冒険者のおでかけ超便利ツール』のサービスが終了することが告知されている。
スマートフォン版
「すれちがい通信」には対応していない。

## おでかけモシャスdeバトル
『ドラゴンクエストX おでかけモシャスdeバトル』は、2012年12月12日よりニンテンドーeショップで発売されたニンテンドー3DS用ダウンロードソフト。
ニンテンドー3DSのカメラ機能で撮影した人間の顔を分析してモンスターカードを作成。そのカードを用いてバトルを行うカードバトルゲームとなっている。『ドラゴンクエストX』本編との連動機能があり、『おでかけモシャスdeバトル』の特定ステージをクリアすることで入手できる「ラッキーチケット」は本編にもっていくと「ごほうびアイテム」に変化する。
本編との連動を売りにした本作であるが、本編のプラットホームの増加”Wii→Wii U→Win→Dゲーム→3DS”およびそれに伴うアカウント引越し、キャラクター引越しに対応できず本編と連動ができないという不具合を起こし、現在も対応が完了していない。

## ドラゴンクエストX TV
『ドラゴンクエストX TV』（以下DQXTV）とは、2013年6月22日よりニコニコ生放送（ニコニコ動画）で放送されているドワンゴが制作している情報番組。本編の最新情報や各コーナーで展開されている。唯一かつ生放送の公式情報番組であるため、無料会員でもタイムシフト予約および視聴ができるよう特別な配慮がなされている。
元々は「東京ゲームショウ2012」「ジャンプフェスタ2013」のスクエニブースや、ニコニコ生放送番組「ファミ通Live」内でDQX大型アップデート情報などを発表していた。2013年3月30日、31日に開催されたイベント「ドラゴンクエストX 春祭り」での齊藤陽介による「10時間生放送をしたら見てくれますか？」という発言がきっかけで、2013年6月22日に「ドラゴンクエストX TV10時間生放送」が放送されることになる。さらに2013年8月3日にDQX1周年記念として「ドラゴンクエストX TV〜1周年ありがとうスペシャル!〜」が放送されて、番組最後にレギュラー化が発表される。2013年8月27日からレギュラー放送スタート。
ゲームの追加ディスク発売のタイミングでDQXTVもVer.が変更される。DQXTV Ver.1.5は2013年8月27放送開始。DQXTV Ver.2は2014年1月28日放送開始。DQXTV Ver.3は2015年5月27日放送開始。超DQXTV（Ver.4に該当）は2017年11月6日放送開始。
Ver.1.5時代は隔週火曜、Ver.2は概ね月末の火曜（「番外編」と称する特別放送もある）、Ver.3以降は1月に一度程度だが放送曜日は固定されていない。放送時間は21時00分 - 22時30分までの1時間半だが、特別放送時代も含め、定刻通りに終わることが無く、ほぼ2番組収録分くらいの時間まで延長することもあるため、スタジオとして使用している部屋の空調が切られるなどのハプニングに見舞われることもある。
総合司会はタレントの椿彩奈（バッコスと呼ばれることが多い）。本作初代プロデューサーの齊藤陽介はゲスト扱いであるが、2018年8月の退任までは、出張がかぶらない限りは毎回出演していた。Ver.4からはMCに竹若元博（バッファロー吾郎）が加わっている。

### 主なコーナー
DQX情報コーナー
大型アップデート情報を紹介するコーナー。
地味祭
アップデート後の変更点の中でも恐らく誰も気付かないような事象を紹介するコーナー（細かすぎて伝わらない地味な修正点コーナー）。中には誤植のような制作陣の手違いも紹介される。Ver.2になってからは「不具合では?」とのツッコミに「不具合じゃねーよ」と齋藤力ディレクターが逆ギレするのがお約束となっている。
職人にチャレンジ！
司会およびゲスト陣が依頼された武器や防具を製作するというもの。当初はスクウェア・エニックス側が用意したキャラクターを使用していたが、3回目から各自使用しているキャラクターを使用できるようになった。
ゲスト出演した『Vジャンプ』編集部のサイトーブイは、なかなか依頼された仕事（ランプ錬金でレアドロップ率の効果を付ける）ができずに居残り続け、コーナーレギュラーとなっている（成功後も出演）。また、錬金に失敗する姿（ランプが爆発する）が散見したため、ファンブック『アストルティア大冒険記』（Vジャンプブックス）には、しぐさ書「爆発」のアイテムコードが付属した。
初心者大使
初心者大使に齊藤Pの出したお題（プレイ目標）をクリアさせるというもの。

### 超ドラゴンクエストX TV
2017年11月から番組タイトルが変更になった。最新情報や開発秘話が中心となっている。

## 初心者大使
サービス途中から開始したプレイヤーでも楽しめることをPRするため、『ドラクエX』未体験者を「初心者大使」に任命してプレイさせている（ドワンゴ案件のためニコニコ生放送限定）。任期終了後も継続してゲームをプレイしている歴代大使は、公式ニコニコ生放送やイベントにゲスト出演している。
第1期はニコニコ生放送「コンビニごはんでキレイになれちゃうかも!? Supported by LAWSON」に出演していた女性3名、第2期からはオーディションで選抜された男女計4名で、いずれもタレント。このうち、初美メアリと成田優介（インコさん）がニンテンドー3DS版（2014年8月）、大城莉々香が『ドラゴンクエストX オールインワンパッケージ』（2018年7月）、西井万理那が『ドラゴンクエストX いばらの巫女と滅びの神 オンライン』（2019年10月）のCMに出演している。

### 現在のメンバー
| 名前                          | よみ                       | 加入期 | 任期                   |
| ----------------------------- | -------------------------- | ------ | ---------------------- |
| 初美メアリ                    | はつみ メアリ              | 初代   | 2013年9月 - 2013年12月 |
| 磯部恵子                      | いそべ けいこ              | 第2期  | 2014年3月 - 2014年8月  |
| 成田優介 （現在はインコさん） | なりた ゆうすけ インコさん | 第2期  | 2014年3月 - 2014年8月  |
| ほりゆうこ                    | ほり ゆうこ                | 第2期  | 2014年3月 - 2014年8月  |
| 阿見201                       | あみ にーまるいち          | 第3期  | 2014年11月 - 2015年4月 |
| 河内愛稀                      | かわち あいき              | 第3期  | 2014年11月 - 2015年4月 |
| 坂口和也                      | さかぐち かずなり          | 第3期  | 2014年11月 - 2015年4月 |
| 太田裕二                      | おおた ゆうじ              | 第4期  | 2015年5月 - 2015年12月 |
| 大山雄史                      | おおやま たけし            | 第4期  | 2015年5月 - 2015年12月 |
| 八幡カオル                    | やはた カオル              | 第4期  | 2015年5月 - 2015年12月 |
| 上原りゆき                    | うえはら りゆき            | 第5期  | 2016年3月 - 2016年8月  |
| 梨衣名                        | りいな                     | 第5期  | 2016年3月 - 2016年8月  |
| 川村海乃                      | かわむら うみの            | 第6期  | 2017年9月 - 2018年2月  |
| 高野光平                      | たかの こうへい            | 第6期  | 2017年9月 - 2018年2月  |
| ひだか                        | ひだか                     | 第6期  | 2017年9月 - 2018年2月  |
| 園村将司                      | そのむら まさし            | 第7期  | 2019年2月 - 2019年8月  |
| 西井万理那                    | にしい まりな              | 第7期  | 2019年2月 - 2019年8月  |
| 福田直也                      | ふくだ なおや              | 第7期  | 2019年2月 - 2019年8月  |

#### 過去のメンバー
| 名前                        | よみ                          | 加入期 | 任期                   | 引退時期      |
| --------------------------- | ----------------------------- | ------ | ---------------------- | ------------- |
| 河嶋まいこ                  | かわしま まいこ               | 初代   | 2013年9月 - 2013年12月 | 2019年2月16日 |
| 柊かなえ （現在は優月心菜） | ひいらぎ かなえ ゆづき ここな | 初代   | 2013年9月 - 2013年12月 | 2014年4月頃   |
| 石川竜太郎                  | いしかわ りゅうたろう         | 第2期  | 2014年3月 - 2014年8月  | 2023年6月頃   |
| 渡辺未優                    | わたなべ みゆ                 | 第3期  | 2014年11月 - 2015年4月 | 2019年6月18日 |
| 内藤小也華                  | ないとう さやか               | 第4期  | 2015年5月 - 2015年12月 | 2021年4月21日 |
| 兼田いぶき                  | かねだ いぶき                 | 第5期  | 2016年3月 - 2016年8月  | 2019年9月1日  |
| 松川貴則                    | まつかわ たかのり             | 第5期  | 2016年3月 - 2016年8月  | 2018年6月     |
| 大城莉々香                  | おおしろ りりか               | 第6期  | 2017年9月 - 2018年2月  | 2019年8月26日 |
| 藤咲きく乃                  | ふじさき きくの               | 第7期  | 2019年2月 - 2019年7月  | 2019年7月29日 |

## ゲームアーキテクチャ
本作はネットワーク対応であるが、発売後に開催されたゲーム開発者イベント「CEDEC 2012」にてその構成と舞台裏が紹介された。また本作のテクニカルディレクター（当時）を務める青山公士が2014年末のWeb DB Press 90号に寄稿し、その一端と苦労話が明らかとされた。
なお、2012年10月24日に日本オラクルは本作のデータベースにOracle DBが、そのハードウェアにOracle Exadataが採用されたことを発表した。採用決定は2011年2月。さらに2015年4月27日には、Exadataが当時最新であった第五世代のExadata X4に刷新されたことが明らかとされた。なお、Exadataの導入は当初から新日鉄住金ソリューションズが関与している。

## 沿革

### 2008年
- 12月10日 - スクウェア・エニックスの『ドラゴンクエストIX 星空の守り人』のプレス向け発表会において、堀井雄二によりWiiで『X』の開発を行う旨が発表された[90][注釈 41]。

### 2011年
- 6月29日 - 9月に発売するWii専用ソフト『ドラゴンクエスト25周年記念 ファミコン&スーパーファミコン ドラゴンクエストI・II・III』に特典映像として開発中の『X』の映像が収録されることが発表[91]。
- 9月5日 - 「ドラゴンクエスト新作発表会」にて、『X』の概要や正式タイトルなどに加えて、Wiiの新機種（Wii U）でグラフィックなど様々な強化をして発売されることを発表した[92][注釈 42]。

### 2012年
- 2月23日 - Wii版ベータテスト開始。
- 4月26日 - Wii版の発売日・価格・利用料金などが発表。
- 6月22日 - ゲーム紹介映像が公開[注釈 43]。
- 7月13日 - テレビCM第1弾「仲間とともに篇」公開。
- 7月16日 - Wii版ベータテスト終了[95]。
- 7月20日 - 特別映像「オンラインになったドラゴンクエストX」公開。
- 7月25日 - 完成発表会を開催。テレビCM第2弾「新SMAP募集篇」には『VII』以降の4作連続でSMAPが出演した[96]。
- 7月30日 - Nintendo Directでオープニング映像公開。
- 8月2日 - Wii版『ドラゴンクエストX 目覚めし五つの種族 オンライン』発売。午前7時からオンラインサービスが稼働。発売を記念して「SHIBUYA TSUTAYA」にて発売カウントダウンイベントが開催された[97]。同時に目覚めし冒険者の広場がオープン[98]。
- 8月7日 - 連日サーバーが混雑の状況が続き、臨時サーバーを20台増設[99]。
- 10月9日 - 大型アップデート バージョン1.1を実施[100]。住宅村サーバが追加。
- 11月1日 - 冒険の書が最大5つまで作成可能になり、新しい料金コース「4キャラコース」「5キャラコース」が設定される。
- 12月26日 - 大型アップデート バージョン1.2『世告げの姫と魔法の迷宮』を実施[101]。魔法の迷宮サーバが追加。

### 2013年
- 3月5日 - 大型アップデート バージョン1.3『神話の王に震える花』を実施[102]。
- 3月6日 - 3月28日  Wii U版ベータテスト実施。
- 3月30日 - Wii U版『ドラゴンクエストX 目覚めし五つの種族 オンライン』発売[103]。
- 4月5日 - 「キャラクター引っ越しサービス」開始。
- 4月30日 - 目覚めし冒険者の広場に「冒険日誌」機能が追加[104]。
- 5月16日 - 大型アップデート バージョン1.4『時の王者の戦い』を実施[105]。
- 5月30日 - 目覚めし冒険者の広場に他人の冒険日誌を閲覧できる「交流酒場」機能が追加。
- 6月22日 - ニコニコ生放送「10時間生放送! 『ドラゴンクエストX TV』」内でWindows版発表。同時にベータテストも開始。
- 7月25日 - 大型アップデート バージョン1.5『神話の終焉、そして…』を実施。住宅村サーバが大陸別（5サーバ）に分割[106][107]。
- 8月25日 - Windows版ベータテスト終了。
- 9月5日 - 追加パッケージ『ドラゴンクエストX 眠れる勇者と導きの盟友 オンライン』 (Ver.2) の発売を正式発表。
- 9月12日 - 9月25日 Windows先行体験版サービス実施。
- 9月19日 - 東京ゲームショウ2013にてVer.2の発売日・価格を発表。
- 9月26日 - Windows版『ドラゴンクエストX 目覚めし五つの種族 オンライン』発売。
- 9月30日 - dゲーム版発表[35]。
- 12月5日 - 『ドラゴンクエストX 眠れる勇者と導きの盟友 オンライン』（Wii、Wii U、Windows）発売。カジノサーバが追加。目覚めし冒険者の広場に『ドラゴンクエストX ショップ』がオープン。ディレクターが藤澤仁から齋藤力に交代[108][109]。
- 12月16日 - dゲーム版のサービス開始。

### 2014年
- 2月27日 - 大型アップデート バージョン2.1『重なりし運命の大地』を実施。
- 6月5日 - 大型アップデート バージョン2.2『紡がれし勇気の絆』を実施。
- 7月8日 - ニンテンドー3DS版『ドラゴンクエストX オンライン』の発売を発表。
- 8月7日 - 『ドラゴンクエストX オールインワンパッケージ』（Wii、Wii U、Windows）発売。
- 9月4日 - ニンテンドー3DS版『ドラゴンクエストX オンライン』発売。
- 9月11日 - 大型アップデート バージョン2.3『天翔ける希望の双翼』を実施。
- 12月21日 - 追加パッケージ『ドラゴンクエストX いにしえの竜の伝承 オンライン』 (Ver.3) の発売を正式発表。
- 12月25日 - 大型アップデート バージョン2.4『悠久の果ての決戦』を実施。

### 2015年
- 4月30日 - 『ドラゴンクエストX いにしえの竜の伝承 オンライン』（Wii、Wii U、Windows）発売。
- 7月28日 - ドラゴンクエスト新作発表会にてPlayStation 4版、Nintendo Switch（当時は開発コードネーム「NX」と呼ばれていた）版の開発を発表[51]。
- 8月24日 - 大型アップデート バージョン3.1『聖炎の解放者』を実施。
- 12月24日 - 大型アップデート バージョン3.2『氷雪と恵みの彼方へ』を実施。

### 2016年
- 5月23日 - 中国でのサービスが開始予定であることを発表。
- 5月25日 - 大型アップデート バージョン3.3『闇を抱く月光の楽園』を実施。
- 8月24日 - 中国で『勇者斗恶龙X』として発売、運営開始。
- 10月6日 - 大型アップデート バージョン3.4『真実は蒼き水の深淵に』を実施。

### 2017年
- 2月21日 - Wii版でのサービスの終了を発表。
- 3月1日 - 大型アップデート バージョン3.5『嵐穿つ断罪の虚空』前期を実施。
- 5月27日 - 6月10日 7月開催予定のPlayStation 4版、Nintendo Switch版のβテスト参加者募集。
- 7月5日 - 大型アップデート バージョン3.5『嵐穿つ断罪の虚空』後期を実施[注釈 44]。
- 7月14日 - 9月10日 Wii版ユーザー向けにNintendo Switch版アップグレードキャンペーンを実施。
- 7月19日 - 8月10日 - PlayStation 4版、Nintendo Switch版のベータテスト実施[注釈 45]。
- 8月5日 - 追加パッケージ『ドラゴンクエストX 5000年の旅路 遥かなる故郷へ オンライン』 (Ver.4) の発売を正式発表。
- 8月6日 PlayStation 4先行体験版[注釈 46]サービス実施[111]。
- 8月17日 - PlayStation 4版『ドラゴンクエストX オンライン』発売。
- 9月21日 - Nintendo Switch版『ドラゴンクエストX オンライン』発売。
- 11月15日 - Wii版でのサービスの終了。
- 11月16日 - 『ドラゴンクエストX 5000年の旅路 遥かなる故郷へ オンライン』（Wii U、Windows、PlayStation 4、Nintendo Switch）発売。ディレクターが安西崇に交代。

### 2018年
- 2月21日 - 大型アップデート バージョン4.1『栄光の勇者と消されし盟友』を実施。
- 5月30日 - 大型アップデート バージョン4.2『赤き大地の双王子』を実施。
- 8月25日 - 斎藤陽介がプロデューサーを降板、後任にテクニカルディレクターであった青山公士が就任。
- 9月6日 - 大型アップデート バージョン4.3『砂上の魔神帝国』を実施。オンライン内のインフォメーションセンターが北海道胆振東部地震により被害を受けて一部営業困難となったため、電話窓口およびチャットサポート窓口などの一部の業務を停止した[112]。
- 12月5日 - 大型アップデート バージョン4.4『うつろなる花のゆりかご』を実施。

### 2019年
- 3月20日 - 大型アップデート バージョン4.5『遥かなる未来への旅路』を実施。
- 5月21日 - 追加パッケージ『ドラゴンクエストX いばらの巫女と滅びの神 オンライン』 (Ver.5) の発売を正式発表。
- 5月30日 - 中国での『勇者斗恶龙X』がサービス終了[113]。
- 10月24日 - 『ドラゴンクエストX いばらの巫女と滅びの神 オンライン』（Wii U、Windows、PlayStation 4、Nintendo Switch）発売。
- 11月20日 - 11月26日 - ブラウザ版のβテスト参加者募集。
- 12月2日 - 12月20日 - ブラウザ版のβテスト実施。

### 2020年
- 1月29日 - 大型アップデート バージョン5.1『魔界大戦』を実施。
- 2月5日 - 2月25日 - ブラウザ版のオープンβテスト実施。
- 2月25日 - ブラウザ版のサービス開始。
- 6月3日 - 大型アップデート バージョン5.2『王の戴冠』を実施。新型コロナウイルスの影響で、当初の予定より1か月強遅れることとなった。
- 9月16日 - 大型アップデート バージョン5.3『勇者復活』を実施。
- 12月23日 - 大型アップデート バージョン5.4『神の覚醒』を実施。

### 2021年
- 1月26日 - dゲーム版のサービスを終了。
- 3月31日 - 大型アップデート バージョン5.5『闇の根源』前期を実施。
- 5月27日 - 追加パッケージ『ドラゴンクエストX 天星の英雄たち オンライン』 (Ver.6) およびオフライン版『ドラゴンクエストX オフライン』の発売を正式発表。
- 7月8日 - 大型アップデート バージョン5.5『闇の根源』後期を実施[注釈 47]。
- 11月11日 - 『ドラゴンクエストX 天星の英雄たち オンライン』（Wii U、Windows、PlayStation 4、Nintendo Switch）発売。

### 2022年
- 3月17日 - 大型アップデート バージョン6.1『暴かれし相貌』を実施。
- 7月6日 - 大型アップデート バージョン6.2『ふたりの勇者』を実施。
- 9月15日 - 『ドラゴンクエストX 目覚めし五つの種族 オフライン』（Windows、PlayStation 4、PlayStation 5、Nintendo Switch）発売。
- 10月19日 - 大型アップデート バージョン6.3『魔眼の月が昇るとき』を実施。

### 2023年
- 2月1日 - 大型アップデート バージョン6.4『悠久のレクタリス』を実施。
- 5月26日 - 超大型拡張ダウンロードコンテンツ『ドラゴンクエストX 眠れる勇者と導きの盟友 オフライン』配信開始。
- 6月14日 - 大型アップデート バージョン6.5『天に煌めく星のごとく』前期を実施。
- 8月6日 - 追加パッケージ『ドラゴンクエストX 未来への扉とまどろみの少女 オンライン』 (Ver.7) の発売を正式発表。
- 10月5日 - 大型アップデート バージョン6.5『天に煌めく星のごとく』後期を実施[注釈 48]。

### 2024年
- 3月20日 - Wii U版・ニンテンドー3DS版でのサービスの終了。
- 3月21日 - 『ドラゴンクエストX 未来への扉とまどろみの少女 オンライン』（Windows、PlayStation 4、Nintendo Switch）発売。
- 7月10日 - 大型アップデート バージョン7.1『ゆりかごの守り人』を実施。
- 10月23日 - 大型アップデート バージョン7.2『天雷の断罪者』を実施。
- 11月5日 - 青山公士がプロデューサーを降板、後任は体制が変更され、開発プロデューサーに小薗和也、運営プロデューサーに秋保広毅、それらを統括するショーランナー（責任者）として安西崇が就任。

### 2025年
- 1月15日 - 『ドラゴンクエストX 目覚めし五つの種族 オフライン』（iOS、Android）発売。超大型拡張ダウンロードコンテンツ『ドラゴンクエストX 眠れる勇者と導きの盟友 オフライン』も同日発売。
- 1月29日 - 大型アップデート バージョン7.3『王冠を継ぐ者たち』を実施。
- 5月14日 - 大型アップデート バージョン7.4『遥かなる友の故郷へ』を実施。
- 8月27日 - 大型アップデート バージョン7.5『創失を招くもの』を実施。

## 評価
- 2014年度オリコン顧客満足度ランキング オンラインゲーム部門第1位[114]。

## 問題点・発生したトラブル
リアルマネートレード
他のオンラインゲーム同様、リアルマネートレード（RMT）の問題が発生している。ゲーム規約では禁止されている行為だが、現行法での処罰が難しいため規約を破るプレイヤー（RMT専門の業者含む）が後を絶たない。運営チームは厳正な処分をしているものの、処分を受けたプレイヤーが別IDを取得して復活を繰り返すのが容易であることから、いたちごっこが続いている。対策の一環として、バージョン1.4からRMTや不在プレイ行為（自動狩り・BOT）などを行っていると思しいキャラクターを一般プレイヤーが通報できるシステムが構築された。
不在プレイ行為
俗に「BOT」と呼ばれている。メーカーが許諾したものではない外部の機器・プログラムなどを用いてキャラクターを自動的に動作させ続けることで、プレイヤー自身が直接操作することなく経験値やアイテム・ゲーム内通貨などを稼いだりする行為であり、規約違反に当たる。
2015年7月には、本作品の公式攻略本制作スタッフがBOTを使用してゲーム内のカジノコインを不正に得ていることが発覚し、問題となった。
アカウントハック
2014年11月、男子中学生が第三者の使用するキャラクターを不正に乗っ取ったとして、不正アクセス禁止法違反などの疑いで警視庁に書類送検された。その手口は、ゲーム内のチャットで運営会社のキャラクターを名乗って標的とするプレイヤーに接触し、ゲーム内通貨のゴールドを「一時預かる」などと偽り、搾取する。後日別のキャラクターを用いて当該プレイヤーに再接触し、「騙し取られたゴールドを取り返す」などと言葉巧みにスクウェア・エニックスアカウントのIDおよびパスワードを聞き出し、当該キャラクターを乗っ取ったというものであった。
アイテムなどの不正作出
2016年10月、警視庁は、ゲームサーバーのセキュリティホールを突いて通常では生産が困難とされる「できのよさ」が最良の装備品を造る上で重要な「ひっさつわざ」発動時のデータを解析し、サーバーへ不正に送信することで「ひっさつわざ」を常時使い続けられる手口を開発したとして、20代の男性プレイヤーを私電磁的記録不正作出・同供用幇助罪で書類送検し、この男性から方法を教わって同様のチートを行い、さらにそのアイテムの売却益でRMTを行っていた男女4人を私電磁記録不正作出・同供用容疑で書類送検したと発表した。当該装備品については、2015年頃からゲーム内のバザーでの流通価格が、生産に掛かる材料費に対して不当に安かったことが疑問視されていた。その後、主犯男性からチートの手口を教わった4人のうちの1人が、アカウントを永久停止された腹いせにインターネット上にその手口を暴露したことで事態が明るみに出た。
運営チームは報道を受けて事件の経緯を説明、「チート行為はゲーム上の規約違反だけではなく、現実世界の違法行為として罪に問われる場合がある」と規約の順守を呼びかけている。
バグの不正利用
制作側のミスにより、チートツールを使わなくても実行可能なバグ技が存在する。オフラインゲームにおいては裏技の一種として認められているケースでも、本作のようなオンラインゲームではバグを利用した攻略は規約で禁止している場合もあり、実行したプレイヤーはペナルティの対象となる。基本的にそれらの不具合は発見次第、アップデートで修正されている。
2016年初頭に、バトル中にある武器を装備した状態で特技「みのがす」を実行すると、本来それが無効である敵キャラクターに対しても一定確率で効いてしまうバグが発見された。それはボス敵であっても例外ではなく、ボス敵に対して行うと倒したのと同じ扱いになってしまっていた。そのため同年1月にこの不具合の修正を行うと共に、不具合を意図的に利用したとみられる約1700キャラクターのアカウントを一時利用停止もしくは規約違反の累積による永久利用停止にし、1度は獲得した称号と装備品（報酬アイテム）の削除を行った。特に悪質と判断された約600キャラクターについては、キャラクターデータの巻き戻しを実施したと発表した。また、意図的な不具合利用とは判断されなかったものの、処分を受けたキャラクターとパーティーを組んでいたなどの理由で利益を得てしまったキャラクターについても、称号と装備品の削除を行っている。
ギャンブル
ゲーム内の「しぐさ」として用意されている『ダイス！』を使うと、キャラクターがサイコロをトスして1〜100までの数字がランダムに表示される。この機能を用いて一部のプレイヤーの間でアイテムやゴールドを賭けるギャンブルがサービス開始当初から行われており、運営チームに対応策を求める声が上がっていた。これに対して運営チームは、『ダイス機能を利用したアイテムやゴールドの交換に関しては、常識的なやり取りであればゲームシステムを利用したゲームプレイのひとつと考えている』との見解を示し、『トラブル回避のために、アイテムやゴールドの交換は信用のおける相手と行うことを推奨する』と呼び掛けている。
その後暫定的な措置ではあるが、バージョン3.2前期から「とりひき」で受け渡し可能なゴールドの上限額が1回あたり100万ゴールドに制限された。
特定プラットフォームユーザーへの敵対行為
2017年8月にPlayStation 4（PS4）でサービスが開始されたが、PS4はゲーム内容を常時録画したり、現在進行中のゲームを生配信できる機能も搭載していることから、既存プラットフォームのプレイヤーからは「悪意を持った撮影者による『晒し行為』が行われるのではないか」といった懸念の声が多く寄せられた。そこで運営チームは、目覚めし冒険者の広場内に「問題のある画像・動画に関する報告窓口」を設けることでトラブルに対処する方針を示した。
PS4版を巡っては、以前から既存プレイヤーの間でサービス開始そのものに反対の声が上がっていた。ベータテスト期間中の同年7月には、ある既存ハードのプレイヤーが、動画撮影中であることを周囲に通知していたPS4ユーザーに「動画に映りたくない人への配慮をお願いしたい」との要望をしたところ、そのPS4ユーザーから「配信は全サーバーOKになったはず。そんなに映りたくないのなら、あなた方がよそのサーバーに行けばいい。ジャマしないで下さいね」という趣旨の乱暴な言葉を浴びせられたと、自身のツイッターで訴える出来事も起きた。これを受けて、予定していたプレイヤーイベントを実際に中止したプレイヤーもおり、インターネット上でPS4ユーザーへの誹謗・中傷やスクウェア・エニックスに対する非難が巻き起こった。ところが同年8月、一連のトラブルは被害を訴えたプレイヤーの自作自演であったことが発覚する。当該プレイヤーは自身のツイッター上に当該チャットログの画像をアップロードしていたが、発言をしたプレイヤーのキャラクター名とIDは「プライバシー保護のため」と称して塗りつぶしてあった。この日時のログを運営チームが調査したところ、実際には被害キャラクターが複数人のキャラクターを演じており、あたかもトラブルが起きたかのように見せていたわけである。運営チームは、一連の行動がPS4版サービス開始によって引き起こされたトラブルであると誤解させることを狙ったもので、プレイヤーイベントなどの活動や配信活動の委縮に繋がりかねない悪意ある行為と判断。関連アカウントに厳正な処分を科すと発表した。
殺人事件犠牲者へのからかい・冷やかし
2019年6月1日に元農水事務次官長男殺害事件が発生したが、この殺害された男性（以下：A）がドラゴンクエストXのプレイヤーであったことから、他のプレイヤーから不適切な言動が浴びせられた。Aは実名でツイッターアカウントを開設して本作品をプレイする様子をツイートをしていたが、ほぼ1日中ゲームにログインしつつツイッターを頻繁に更新するなど働いている様子ではなかったことや、奇異な言動が目立っていたことから、ドラクエX界隈ではそれなりに知られた人物であった。Aは父親に刺殺された際ドラクエXをプレイ中だったとみられ、マスコミ報道の内容などからゲームにログインしたまま亡くなった事実が判明すると、Aの使用していたキャラクターの周囲に他のプレイヤーのキャラクターが大勢群がり、蘇生呪文の「ザオラル」を繰り返し使用してAを生き返らせようとする行為を行ったことが判明している。

## ドラゴンクエストX 目覚めし五つの種族 オフライン
『ドラゴンクエストX 目覚めし五つの種族 オフライン』は、2022年9月15日にスクウェア・エニックスから発売されたロールプレイングゲーム。『ドラゴンクエストX 目覚めし五つの種族 オンライン』をベースにした、通常のプレイ時にはインターネット接続を必要としないスタンドアローン版となっている。

### 概要（オフライン版）
2021年5月27日、配信番組「ドラゴンクエスト35周年記念特番」にて、本作の発売予定を発表。発売機種は未定で、発売時期は『2022年のなるべく早い時期』とした。
2021年10月3日には『SQUARE ENIX PRESENTS at TGS 2021 Online』にて発売機種がPS4、PS5、Switch、Steamであること、発売日が2022年2月26日であること、2022年春にオンライン版のバージョン2に相当する『眠れる勇者と導きの盟友 オフライン』がDLCとして配信されることが発表されたが、同年12月27日にさらなるクオリティアップのため延期することが発表されている。その後、2022年9月15日にバージョン1が発売され、バージョン2は2023年5月26日に発売（PS4、PS5版は5月23日に先行配信）。バージョン3以降の発売は未定となっている。
通常版と同時発売のデラックス版、超デラックス版にはバージョン2のダウンロード番号も収録される。
オンライン版はバージョン5の『いばらの巫女と滅びの神』からボイスに対応していたが、本作は収録範囲全てのイベントシーンがボイスに対応している。

### 開発
かなり早い段階から計画を練っており、白石は三宅と話し合い、『冒険者のおでかけ超便利ツール』のプロデューサーを務めた実績があったことから白石をオフライン版の制作適任者に任命したことから始まった。
ビジュアルは一番最初の議題であり、オンラインからオフラインに変わる部分をどう捉えていくか密接に関係していた。オンライン版はオンラインゲームとして設計されており、それを前提に作られたマップだったことで、オフライン用に最適な形に変えるにはどうするのかを試行錯誤し、結果的に縮小して遊びやすいサイズ感を目指した。従来の『ドラクエ』シリーズのファンに受け入れやすい温かみのあるグラフィックを試行錯誤し、答えの一つの到着点が「DDロトスコープ」という表現であり、ドットとデフォルメで本作のビジュアルを目指して挑戦した結果となった。
オンライン版の演出についてはオフライン版を開発にあたり、安西等のオンライン版開発チーム全員に協力を仰いだ。実際に開発を進めていくと、聞かないと分からないことも多く出た。特にメインキャラクターの扱いやオフライン版の必殺技、キャラクターボイスなどがあるのでシナリオチーフの成田の協力が必要だった。

### キャスティング
キャラクター性に合うような形で、声優の候補者を挙げて、オンライン版の開発チームに共有した上で決めている。キャスティングが決まっていなかった重要キャラクターに関しては、オンライン版の開発チームから「この声優さんにお願いしてもらえないか」という話をもらい、やり取りした上で固めていった。
幼いヒメアを能登麻美子が子供の声も抜群に表現してくれたことで、幼い声ながら「ヒメア感」を出しており、白石は驚いたという。
ナブレット団長の古川登志夫とアルウェ王妃のこおろぎさとみはオンライン版の開発チームからのリクエストであることが公表されている。

### オンライン版から変更されたゲームシステム
ターン制コマンドバトル
オンライン版のバトルは敵や仲間がリアルタイムで自分の素早さに応じ個別に行動していたが、本作では従来のドラゴンクエストシリーズと同じようにキャラクターがターン制で順番に行動していく。オンライン版と違い主人公も作戦を指定してのオート戦闘が可能になっている。
スキルパネル
スキルは11と同じくスキルパネルを採用。主人公は武器スキルを複数所有しているが、仲間はそれぞれ専用のスキル一つだけ持つ。
ふしぎな鍛冶
武器と防具は11で登場したふしぎな鍛冶、料理は錬金釜で作るよう変更される。また、ツボ錬金・ランプ錬金については、装備を錬金で強化するシステム自体が存在しない。
ストーリーの流れ
各大陸の大国の城に入るには小国のキーエンブレムを5つ全て集めた後過去世界をクリアする必要があり、冥王の心臓に行くには大国のキーエンブレムも5つ全て集めなければならない。
一部システムの廃止
相手の攻撃を避けたりなどできる移動干渉、仲間モンスターにできる職業のまもの使いやどうぐ使いが廃止されている。

### DDロトスコープ
本作のマップ・キャラクターなどの見た目のオンライン版からの変更は、オンライン版を想定して開発された世界やマップを、本作に適したスケールに合わせることによるもので、そのためにキャラクターをデフォルメ化したり、マップなどの環境は3D化しながらドット絵のテクスチャが表現されている。これらの技法を「ドット」と「デフォルメ」の頭文字のDDとアニメーションを制作する手法である「ロトスコープ」を組み合わせ「DDロトスコープ」と呼び、本作はこのDDロトスコープで開発していると明かされた。

### DLC
ドラゴンクエストX 眠れる勇者と導きの盟友 オフライン
2023年5月26日、超大型DLC「ドラゴンクエストX 眠れる勇者と導きの盟友 オフライン」が配信された。
バージョン3『いにしえの竜の伝承』以降も配信されるか？という質問に対して、プロデューサーの白石は「今の時点では何も言うことができないのですが……。皆さんから、早くもご要望をいただいていることは認識しています。まずは『ドラゴンクエストX 目覚めし五つの種族 オフライン』と超大型拡張DLC『眠れる勇者と導きの盟友』を楽しんでいただき、面白いと感じていただけたらお友達にもおすすめしていただければうれしいです。その結果、もしかしたらその後の展開もあるかもしれないし、ないかもしれない……というところです。」と断言はできないが続きが作られる可能性があるとしている。

## 冒険者たちのきせき
『ドラゴンクエストX 冒険者たちのきせき』
5周年を記念し、プレイヤーから募集したエピソードを元にした映像作品。第1話・第3話はアニメーション、第2話は実写作品となっている。

### キャスト
EPISODE 1
- 母 - 島本須美
- 父 - 鳥海浩輔
- 妹 - 藤田咲

EPISODE 2
- 滝川治助 - 本郷奏多
- 配達人 - 吉村界人
- 妄想の中のアリス - 柳英里紗
- 謎めいたおじさん - 森下能幸

### スタッフ
プロジェクトスタッフ
- クリエイティブディレクター - 小霜和也（no problem LLC.）
- クリエイティブプロデューサー - 磐井寛（kazepro）

EPISODE 1
- 監督 - 稲葉大樹
- 脚本 - 赤坂創
- キャラクターデザイン・総作画監督 - 河野紘一郎
- 原画 - 青木康浩、スタジオ・ワンパック
- 背景美術 - Bamboo
- 色彩設計 - 柳沢久美子
- 撮影監督 - 淺川真歩
- 制作協力 - スタジオ雲雀、ラークスエンタテインメント
- 整音・効果 - 高木創
- 制作進行 - 神田たか子
- プロデューサー - 古田彰一、石井朋彦
- 制作 - クラフター

EPISODE 2
- 監督 - 李相日（ザズウ）
- 撮影 - 大塚亮（free）
- 照明 - 中村裕樹（free）
- 美術 - 坂原文子（GLASSLOFT inc.）
- スタイリスト - 柚木一樹（free）
- ヘアメイク - 遠山美和子（THYMONInc.）
- ロケーションコーディネーター - 細谷法彦（すぺ〜す百貨）
- オフラインエディター - 今井剛（ルナパルク）
- 本編集エディター - 帆足誠（IMAGICA）
- プロデューサー - 志摩拓朗（AOI Pro.）
- プロダクションマネージャー - 神﨑智弘（AOI Pro.）

EPISODE 3
- パラパラマンガ - 鉄拳

### 各話リスト
| 話数       | サブタイトル                               | 配信日        |
| ---------- | ------------------------------------------ | ------------- |
| EPISODE(1) | 名前の想い                                 | 2017年 8月7日 |
| EPISODE(2) | どの職業で戦うか迷う話                     | 9月9日        |
| EPISODE(3) | 時と場所を越えて、アストルティアで出会って | 12月11日      |

## 冒険者たちのホテル
舞台「冒険者たちのホテル〜ドラゴンクエストXに集いし仲間たち〜」
演劇集団イヌッコロにより、2013年4月4日から7日までテアトルBONBONでの公演を初演とする、2016年3月23日から28日までテアトルBONBONで上演された舞台「冒険者たちのホテル」がその後、東京ビッグサイトにて開催の「ドラゴンクエスト夏祭り2017」にて2017年8月5日に上演され、コラボレーション作品として公式になる。新たにサブタイトルを加え「冒険者たちのホテル〜ドラゴンクエストXに集いし仲間たち〜」として、今作からの新演出によって2019年12月18日から26日に俳優座劇場で再上演されている。2024年2月7日から12日までクラブeXでも、これまでも作・演出を担当してきた佐野瑞樹と佐野大樹による兄弟演劇ユニットWBBとのコラボレーションにより上演された。オンラインRPGの利用者を題材にしたワンシチュエーションコメディとなっている。

### キャスト
2017年
- 石川竜太郎（第2期DQX初心者大使）
- 磯部恵子（第2期DQX初心者大使）
- インコさん（第2期DQX初心者大使）
- 大山雄史（第4期DQX初心者大使）
- 兼田いぶき（第5期DQX初心者大使）
- こいづか登
- 長谷川哲朗
- 福沙奈恵
- 梨衣名（第5期DQX初心者大使）
- 渡辺未優（第3期DQX初心者大使）

ほか
2019年
- 藤澤智彦 - 今江大地（関西ジャニーズJr.）
- 齊藤 - 米原幸佑
- 末国 - 近藤頌利（劇団Patch）
- 安西 - 丸山敦史
- 藤澤絵里 - 花奈澪
- みーこ - 君島光輝
- あさつん - 梅田悠
- ゆうたまん - 岡田地平
- 三宅優 - 梨衣名
- 青山田 - こいづか登
- マネージャー - 佐野瑞樹
- 日替わりゲスト
  - 12月18日：坂本康太
  - 12月19日：一洸
  - 12月20日：大見拓土
  - 12月21日：福田直也
  - 12月22日：坂本康太
  - 12月23日：佐藤弘樹
  - 12月24日：KIMERU
  - 12月25日：ユージ
  - 12月26日：川島章良（はんにゃ）

2024年
- 佐野瑞樹
- 横田龍儀
- 健人
- 結城伽寿也
- 川村玲央
- 鶴見萌（虹のコンキスタドール）
- 梨衣名
- 西井万理那
- 田上真里奈
- 和泉宗兵

ほか

### スタッフ
2017年
- 作・演出：羽仁修（佐野瑞樹のペンネーム〈2022年公表〉）

2019年
- 脚本：羽仁修
- 演出：佐野瑞樹

2024年
- 作・演出：佐野瑞樹
- プロデューサー：佐野大樹

## 関連商品

### サウンドトラック
- 交響組曲「ドラゴンクエストX」目覚めし五つの種族（キングレコード、KICC-6351）
- Wii U版 ドラゴンクエストX オリジナルサウンドトラック（キングレコード、KICA-2403〜4）
- ドラゴンクエストX 眠れる勇者と導きの盟友 オリジナルサウンドトラック（キングレコード、KICA-2409〜10）
- ドラゴンクエストX いにしえの竜の伝承 オリジナルサウンドトラック（キングレコード、KICA-2412）

### 攻略本
- Vジャンプブックス ドラゴンクエストX 目覚めし五つの種族 オンライン Wii版 大冒険ワールドガイド（集英社、ISBN 978-4-08-779637-7）
- SE-MOOK 冒険者おうえんシリーズ ドラゴンクエストX 目覚めし五つの種族 オンライン 公式ガイドブック 上巻●世界編（スクウェア・エニックス、ISBN 978-4-7575-3748-4）
- SE-MOOK 冒険者おうえんシリーズ ドラゴンクエストX 目覚めし五つの種族 オンライン 公式ガイドブック 下巻●知識編（スクウェア・エニックス、ISBN 978-4-7575-3749-1）
- SE-MOOK 冒険者おうえんシリーズ ドラゴンクエストX 目覚めし五つの種族 オンライン 公式ガイドブック 1stシリーズまとめ編（スクウェア・エニックス、ISBN 978-4-7575-4083-5）
- SE-MOOK 冒険者おうえんシリーズ ドラゴンクエストX 眠れる勇者と導きの盟友 オンライン 公式ガイドブック バトル+職業+職人編（スクウェア・エニックス、ISBN 978-4-7575-4438-3）
- SE-MOOK 冒険者おうえんシリーズ ドラゴンクエストX 眠れる勇者と導きの盟友 オンライン 公式ガイドブック 冒険+マップ+モンスター編（スクウェア・エニックス、ISBN 978-4-7575-4552-6）
- SE-MOOK 冒険者おうえんシリーズ ドラゴンクエストX いにしえの竜の伝承 オンライン 公式ガイドブック 宝珠+魔塔+冒険の極意編（スクウェア・エニックス、ISBN 978-4-7575-4788-9）
- SE-MOOK 冒険者おうえんシリーズ ドラゴンクエストX いにしえの竜の伝承 オンライン 公式ガイドブック 氷の領界＋職人の極意編（スクウェア・エニックス、ISBN 978-4-7575-4943-2）
- SE-MOOK 冒険者おうえんシリーズ ドラゴンクエストX いにしえの竜の伝承 オンライン 公式ガイドブック 闇の領界＋職業の極意編（スクウェア・エニックス、ISBN 978-4-7575-5119-0）
- SE-MOOK 冒険者おうえんシリーズ ドラゴンクエストX オールインワンパッケージ 公式ガイドブック バージョン1+2+3 まとめ編（スクウェア・エニックス、ISBN 978-4-7575-5466-5）
- SE-MOOK 冒険者おうえんシリーズ ドラゴンクエストＸ　5000年の旅路 遥かなる故郷へ オンライン 公式ガイドブック アストルティア防衛軍＋白宝箱＋いにしえのゼルメア編（スクウェア・エニックス、ISBN 978-4-7575-5684-3）

### その他書籍
- ドラゴンクエストX 目覚めし五つの種族 オンライン なかまとつくる冒険の書 Wii版（集英社、ISBN 978-4-08-779646-9）
- SE-MOOK 冒険者おうえんシリーズ ドラゴンクエストX みちくさ冒険ガイド（スクウェア・エニックス、ISBN 978-4-7575-3810-8）
- ドラゴンクエスト10 目覚めし五つの種族 オンライン Wii版・Wii U版 アストルティア冒険記（集英社、ISBN 978-4-08-779663-6）
- SE-MOOK 冒険者おうえんシリーズ ドラゴンクエストX ファッション&ハウジングおしゃれカタログ 2013夏コレクション（スクウェア・エニックス、ISBN 978-4-7575-4022-4）
- SE-MOOK 冒険者おうえんシリーズ ドラゴンクエストX みちくさ冒険ガイドVol.2（スクウェア・エニックス、ISBN 978-4-7575-4054-5）
- ドラゴンクエストX 4コママンガ劇場（スクウェア・エニックス、ISBN 978-4-7575-4162-7）
- Vジャンプブックス ドラゴンクエストX 眠れる勇者と導きの盟友 オンライン レンダーシア大冒険ガイド（集英社、ISBN 978-4-08-779676-6）
- SE-MOOK 冒険者おうえんシリーズ ドラゴンクエストX みちくさ冒険ガイドVol.3（スクウェア・エニックス、ISBN 978-4-7575-4270-9）
- SE-MOOK ドラゴンクエストX スターティングガイド（スクウェア・エニックス、ISBN 978-4-7575-4381-2）
- Vジャンプブックス ドラゴンクエストX 眠れる勇者と導きの盟友 オンライン レンダーシア大冒険記（集英社、ISBN 978-4-08-779690-2）
- ドラゴンクエストX 4コママンガ劇場2（スクウェア・エニックス、ISBN 978-4-7575-4410-9）
- SE-MOOK 冒険者おうえんシリーズ ドラゴンクエストX みちくさ冒険ガイドVol.4（スクウェア・エニックス、ISBN 978-4-7575-4491-8）
- Vジャンプブックス ドラゴンクエストX オンライン アンルシア! 仲間モンスター! みんなでとつげきBOOK （集英社、ISBN 978-4-08-779699-5）
- ドラゴンクエストX 4コママンガ劇場3（スクウェア・エニックス、ISBN 978-4-75-754548-9）
- SE-MOOK ドラゴンクエストX ファッション&ハウジングおしゃれカタログ 2015春コレクション（スクウェア・エニックス、ISBN 978-4-7575-4599-1）
- SE-MOOK 冒険者おうえんシリーズ ドラゴンクエストX みちくさ冒険ガイドVol.5（スクウェア・エニックス、ISBN 978-4-7575-4553-3）
- Vジャンプ ブックス ドラゴンクエストX オンライン バージョン3.0への道（集英社、ISBN 978-4-0877-9720-6）
- Vジャンプ ブックス ドラゴンクエストX オンライン 激動たるアストルティア（集英社、ISBN 978-4-0877-9724-4）
- SE-MOOK 冒険者おうえんシリーズ ドラゴンクエストX みちくさ冒険ガイドVol.6（スクウェア・エニックス、ISBN 978-4-7575-4729-2）
- Vジャンプ ブックス ドラゴンクエストX オンライン 究極!!アストルティアライフ（集英社、ISBN 978-4-0877-9730-5）
- SE-MOOK ドラゴンクエストX アストルティア創世記（スクウェア・エニックス、ISBN 978-4-7575-4873-2）
- SE-MOOK ドラゴンクエストXのあるきかた Vol.1（スクウェア・エニックス、ISBN 978-4-7575-5034-6）
- Vジャンプ ブックス ドラゴンクエストX オンライン 衝撃のナドラガンド（集英社、ISBN 978-4-08-779741-1）
- SE-MOOK ドラゴンクエストX ファッション＆ハウジングおしゃれカタログ 2016秋コレクション（スクウェア・エニックス、ISBN 978-4-7575-5173-2）
- Vジャンプ ブックス ドラゴンクエストX オンライン 素晴らしき大冒険＆学園生活（集英社、ISBN 978-4-08-779748-0）
- SE-MOOK ドラゴンクエストXのあるきかた Vol.2（スクウェア・エニックス、ISBN 978-4-7575-5267-8）
- Vジャンプ ブックス ドラゴンクエストX オンライン アストルティア5thメモリアルBOOK（集英社、ISBN 978-4-08-779759-6）
- SE-MOOK ドラゴンクエストX へぇ〜あの話知らないんだ 〜地獄のミサワと振り返るにわか5年史〜（スクウェア・エニックス、ISBN 978-4-7575-5495-5）
- Vジャンプ ブックス ドラゴンクエストX オンライン いざ新たなるアストルティア（集英社、ISBN 978-4-08-779762-6）
- SE-MOOK ドラゴンクエストX みんなでインするミナデイン!（スクウェア・エニックス、ISBN 978-4-7575-5774-1）
- Vジャンプ ブックス ドラゴンクエストX オンライン 6th Anniversary SHOW TIME!!!!!!（集英社、ISBN 978-4-08-779768-8）
- ドラゴンクエストXを支える技術 大規模オンラインRPGの舞台裏（技術評論社、ISBN 978-4-29-710174-9）
- SE-MOOK ドラゴンクエストX みんなでインするミナデイン! vol.2（スクウェア・エニックス、ISBN 978-4757560369）
- Vジャンプ ブックス ドラゴンクエストX オンライン 時渡りグランドフィナーレ!!（集英社、ISBN 978-4087797756）
- Vジャンプ ブックス ドラゴンクエストX オンライン2019 AUTUMN 7th Anniversary and new world!!（集英社、ISBN 978-4087797800）
- SE-MOOK ドラゴンクエストX アートワークス The Art of Astoltia（スクウェア・エニックス、ISBN 978-4757563278）
- SE-MOOK ドラゴンクエストX みんなでインするミナデイン! vol.3（スクウェア・エニックス、ISBN 978-4757564886）
- Vジャンプ ブックス ドラゴンクエストX オンライン2020 SPRING ラブ! キャラクタースペシャル!!（集英社、ISBN 978-4087797862）

### グッズ
- ドラゴンクエストX USBメモリー16GB (HORI)
- ドラゴンクエスト スライムキーボード (HORI)
- 「ドラゴンクエストX」オリジナルニンテンドープリペイドカード（任天堂）
- スマイルスライム モンスターぬいぐるみ（スクウェア・エニックス）
- 種族・キャラクターぬいぐるみ（スクウェア・エニックス）[注釈 51]
- スライム砂時計（スクウェア・エニックス）
- セキュリティトークン ドラゴンクエストバージョン（スクウェア・エニックス）
- ドラゴンクエストX ゲームコントローラ for PC（スクウェア・エニックス）

## 漫画版
ドラゴンクエスト 蒼天のソウラ
中島諭宇樹による漫画作品。『Vジャンプ』（集英社）2013年2月号から2022年12月号まで連載したのち、後日談の「Dragon Departure」が特設ページで連載開始。ゲーム本編のサイドストーリーとなっている。
ドラゴンクエストX 4コママンガ劇場
あべゆうきによる4コマ漫画作品。『ヤングガンガン』（スクウェア・エニックス）2013年14号から2014年17号まで、およびWebサイト「ガンガンONLINE」2013年7月5日より2014年8月7日更新分まで連載。
ゆうべはお楽しみでしたね
金田一蓮十郎による漫画作品。「ドラクエX」プレイヤー同士のルームシェアを描いたラブコメディ。『ヤングガンガン』2014年13号（6月20日発売）より月1連載開始（ガンガンONLINEにも掲載）。